# 27 april
27 april is de 117de dag van het jaar (118de dag in een schrikkeljaar) in de gregoriaanse kalender. Hierna volgen nog 248 dagen tot het einde van het jaar. Sinds 2014 is deze dag in het Koninkrijk der Nederlanden Koningsdag.

## Gebeurtenissen
- Algemeen
  - 395 - Keizer Arcadius trouwt met Aelia Eudoxia, dochter van de Frankische veldheer Bauto.
  - 1961 - Sluiting van het Veerse Gat door de Veerse Gatdam als onderdeel van de Deltawerken.
  - 1973 - Bij Callantsoog wordt het eerste naaktstrand voor Nederland gelegaliseerd.
  - 1978 - Manneken Pis wordt teruggevonden, nadat die een dag eerder gestolen was.
  - 2024 - In de Chinese stad Guangzhou, in de provincie Guangdong, komen zeker vijf mensen om het leven en raken 33 anderen gewond door een tornado met meerdere vortexen die vergezeld gaat van hevige regenval en hagelstenen met een diameter tot 12 cm. Door het natuurgeweld ontstaat ernstige schade aan de infrastructuur en aan meer dan honderd gebouwen.[1]
  - 2024 - Een tornado-uitbraak waarbij zeker 78 tornado's door de Amerikaanse staten Iowa, Nebraska, Kansas, Missouri en Texas trekken zorgt voor een aantal gewonden en voor uitgebreide schade aan gebouwen en de infrastructuur.[2][3]
- Oorlog
  - 1941 - Oprichting van het Sloveens Bevrijdingsfront in Ljubljana.
  - 1943 - Een Britse Halifax-bommenwerper stort neer in het centrum van Amsterdam.
  - 1960 - De Nederlandse regering besluit tot het zenden van troepen naar Nederlands-Nieuw-Guinea.
  - 1993 - De Veiligheidsraad van de Verenigde Naties hekelt de beschieting door de Angolese oppositiebeweging UNITA van een vliegtuig van de Wereldvoedselorganisatie als een "schandelijke, vijandige daad".
- Politiek

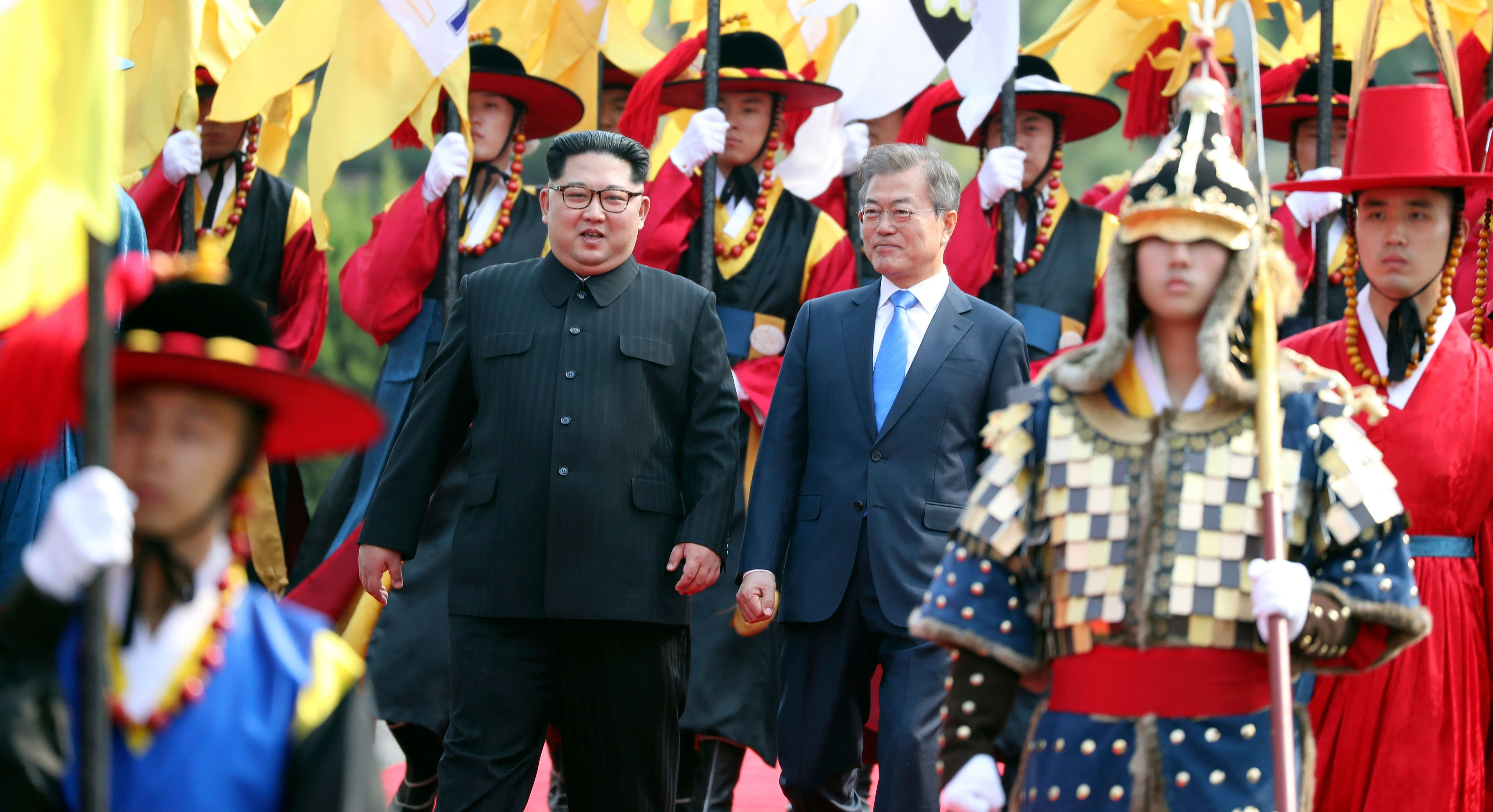
Kim Jong-un en Moon Jae-in tijdens hun ontmoeting aan de grens van Noord- en Zuid-Korea

- - 1904 - Chris Watson wordt premier van Australië. Hij is de eerste sociaaldemocratische minister-president ter wereld.
  - 1921 - Bij de gemeenteraadsverkiezingen in de gemeente Amsterdam worden namens de Rapaille Partij de zwerver Had-je-me-maar en de ex-anarchist Bertus Zuurbier verkozen.
  - 1960 - Togo wordt een onafhankelijke republiek met Sylvanus Olympio als eerste president en premier.
  - 1961 - Sierra Leone wordt onafhankelijk na meer dan 150 jaar Brits bestuur.
  - 1968 - Oprichting van de Politieke Partij Radikalen, kortweg PPR genoemd.[4]
  - 1993 - De bevolking van Eritrea stemt met overweldigende meerderheid (99 procent) in met onafhankelijkheid van het land en dus een breuk met Ethiopië.
  - 1994 - Na het verdwijnen van de apartheid worden de tien zogenaamde thuislanden herenigd met Zuid-Afrika.
  - 2012 - De in het nauw geraakte regering van Roemenië komt ten val door strenge bezuinigingen en beschuldigingen van vriendjespolitiek en corruptie.
  - 2018 - De leiders van Zuid- en Noord-Korea, Moon Jae-in en Kim Jong-un, ontmoeten elkaar in de gedemilitariseerde zone en zeggen te streven naar een vredesverdrag.
- Religie
  - 1947 - Maria Goretti (1890-1902), een Italiaans meisje dat door haar aanrander werd vermoord, wordt in Rome zalig verklaard door paus Pius XII.
  - 2014 - In aanwezigheid van Emeritus-Paus Benedictus XVI, verklaart paus Franciscus de pausen Johannes XXIII en Johannes Paulus II heilig.
- Sport
  - 1945 - Oprichting van de Roemeense voetbalclub Politehnica Iaşi.
  - 1962 - Luis Nicolao verbetert in Rio de Janeiro zijn eigen en drie dagen oude wereldrecord op de 100 meter vlinderslag met 1,7 seconde tot 57,0.
  - 1983 - Het Nederlands voetbalelftal gaat in Utrecht met 3-0 onderuit tegen Zweden. Drie spelers maken hun debuut voor Oranje in het vriendschappelijke duel: Wim Hofkens (Anderlecht), en de broers Erwin en Ronald Koeman (FC Groningen).
  - 1985 - Gerrie Knetemann wint de 20e editie van Nederlands enige wielerklassieker, de Amstel Gold Race.
  - 1991 - Frans Maassen wint de 26e editie van de Amstel Gold Race.
  - 1993 - Een vliegtuig met aan boord het Zambiaans voetbalelftal stort neer boven Gabon.
  - 1994 - Wielrenner Graeme Obree verbetert in Bordeaux het bijna één jaar oude werelduurrecord van Chris Boardman (52,270 kilometer) en brengt het op 52,713 km.
  - 1996 - Stefano Zanini wint de 31e editie van de Amstel Gold Race.
  - 2008 - Feyenoord wint de 90ste editie van de KNVB beker ten koste van Roda JC.
  - 2010 - Voetballer Mark de Vries van Cambuur Leeuwarden wint de Gouden Stier als beste speler in de Nederlandse Jupiler League in het seizoen 2009/10.
- Wetenschap en technologie
  - 1880 - Clarke en Foster krijgen een patent op het eerste elektrische hoortoestel.
  - 1899 - William Middlebrook vindt de paperclip uit (eerste patentaanvraag voor paperclipmachine).
  - 1961 - NASA lanceert Explorer 11, een satelliet die een telescoop bevat voor het waarnemen van gammastraling.[5]
  - 2005 - Het grootste passagiersvliegtuig, de Airbus A380, maakt zijn eerste vlucht.[6]
  - 2022 - Lancering van een Falcon 9 raket van SpaceX vanaf Kennedy Space Center Lanceercomplex 39 voor de Crew-4 missie naar het ISS met de NASA astronauten Kjell Lindgren, Bob Hines en Jessica Watkins en ESA astronaut Samantha Cristoforetti.[7]

## Geboren

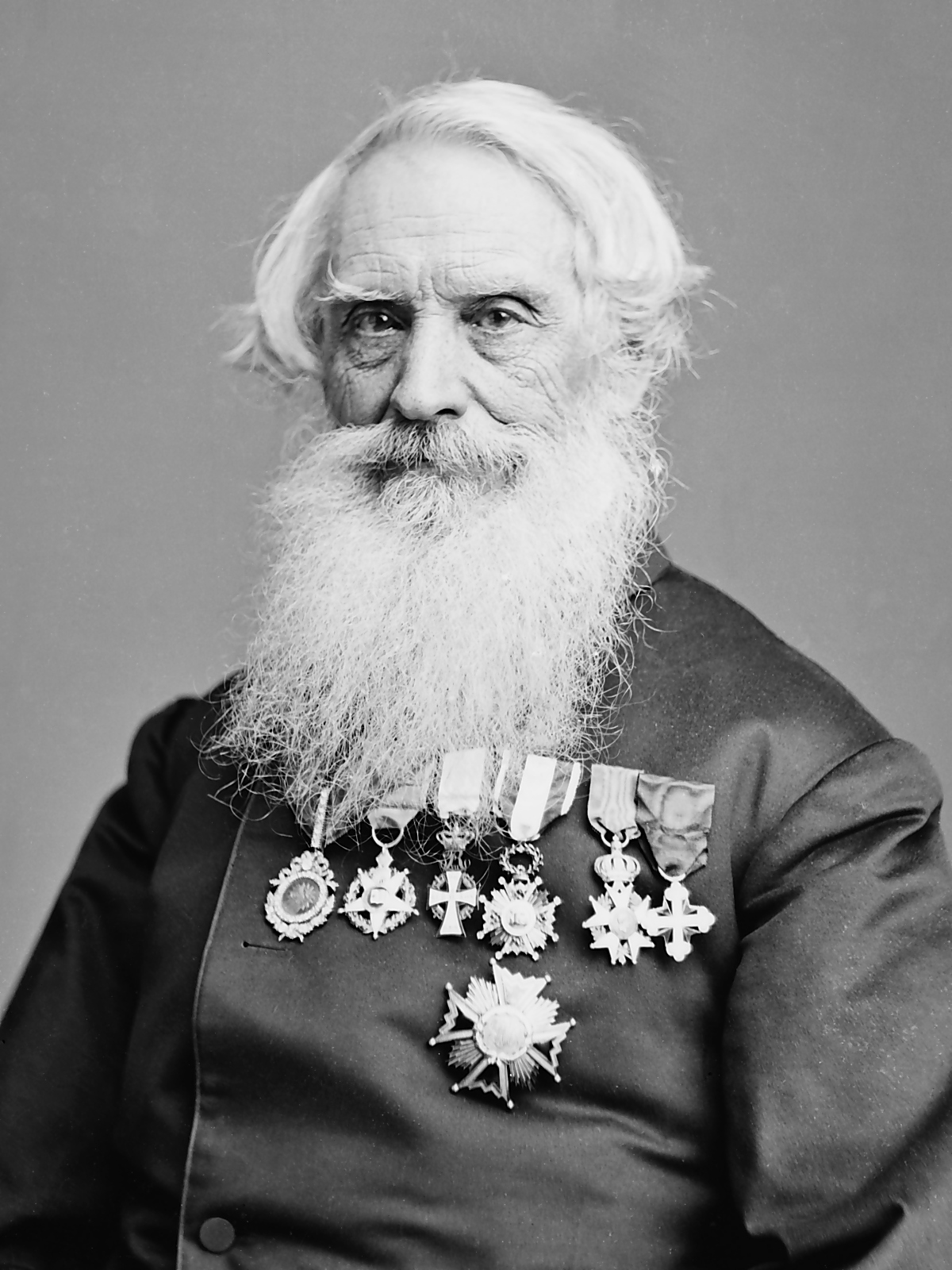
Samuel Morse
geboren in 1791

Ulysses S. Grant
geboren in 1822

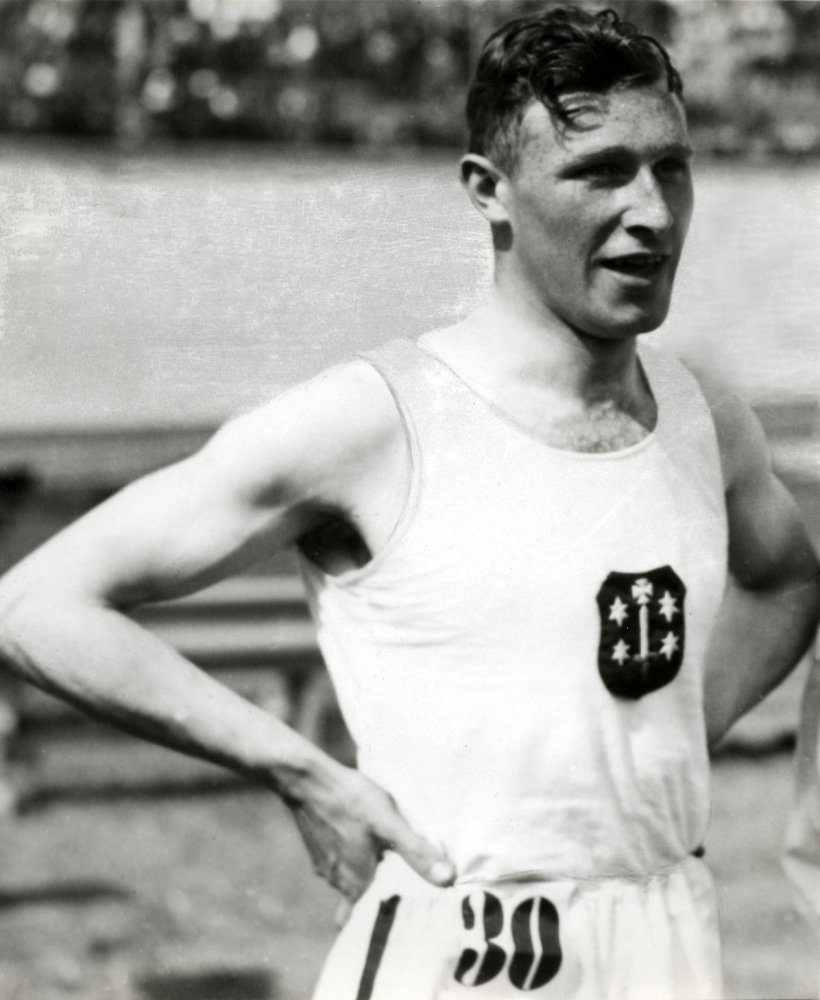
Chris Berger
geboren in 1911

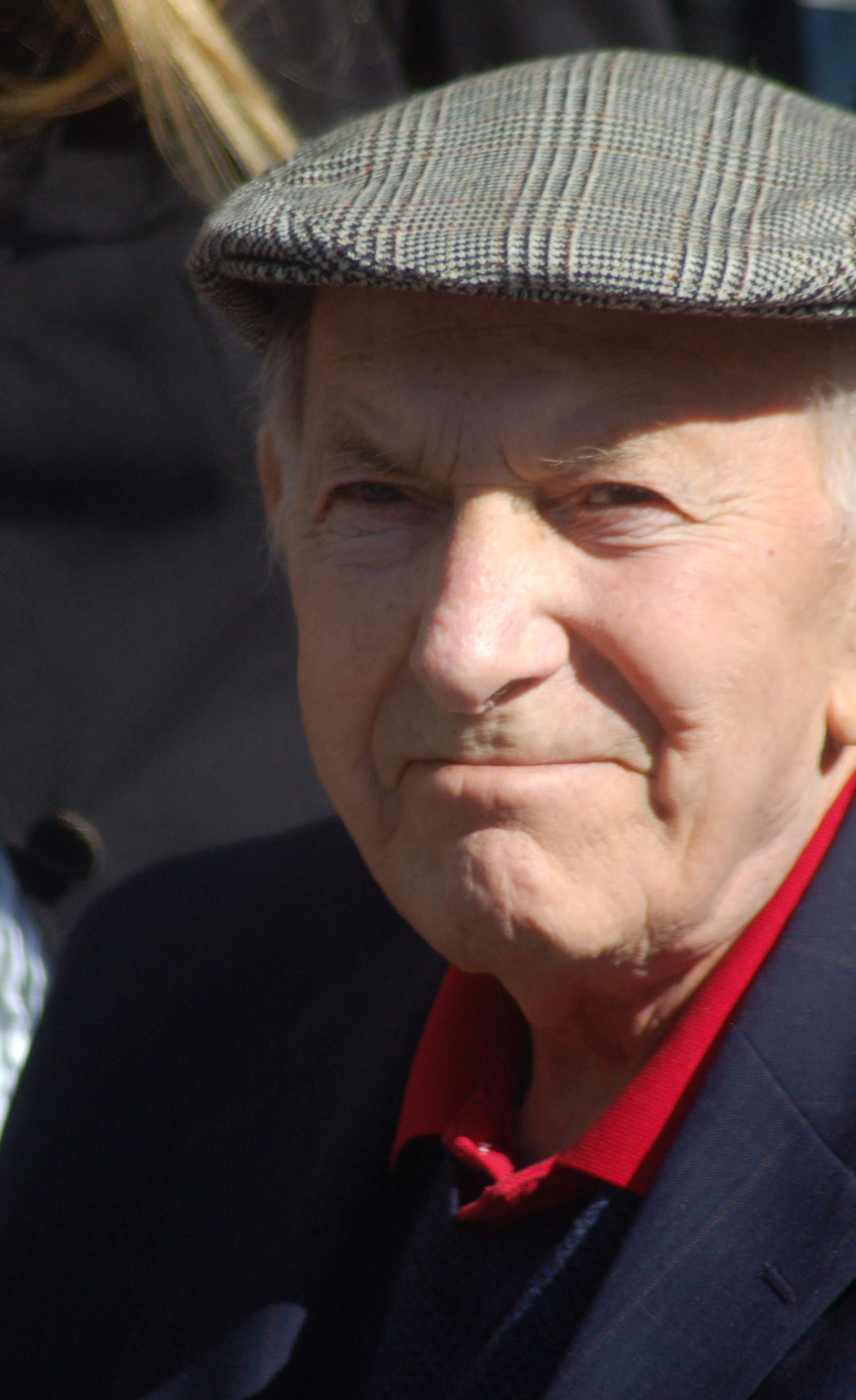
Jack Klugman
geboren in 1922

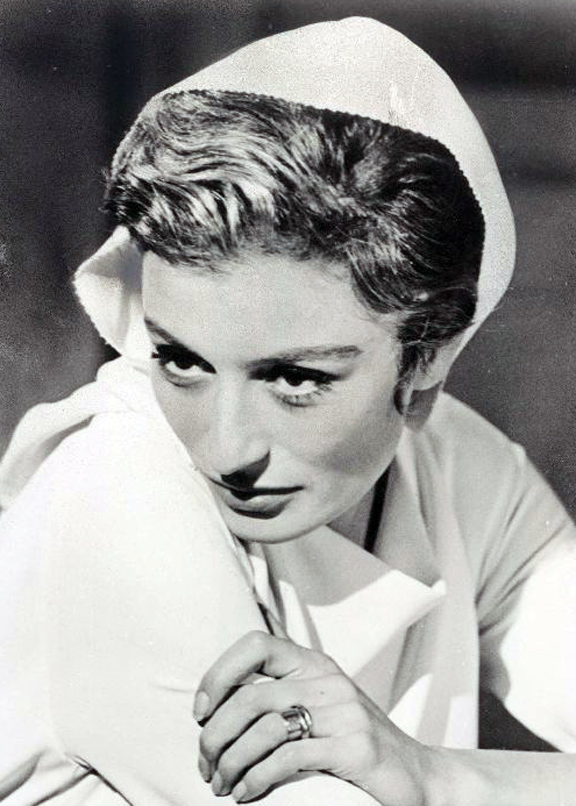
Anouk Aimée
geboren in 1932

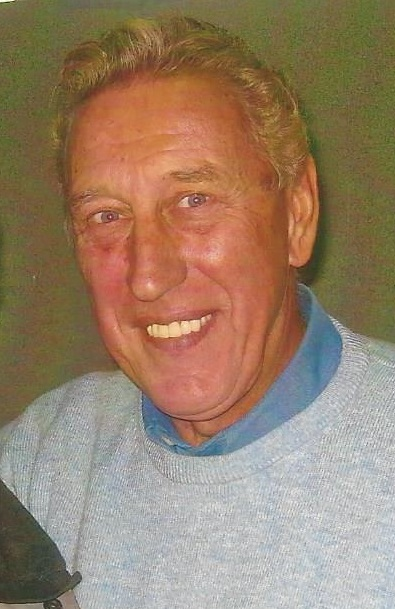
Martin Chivers
geboren in 1945

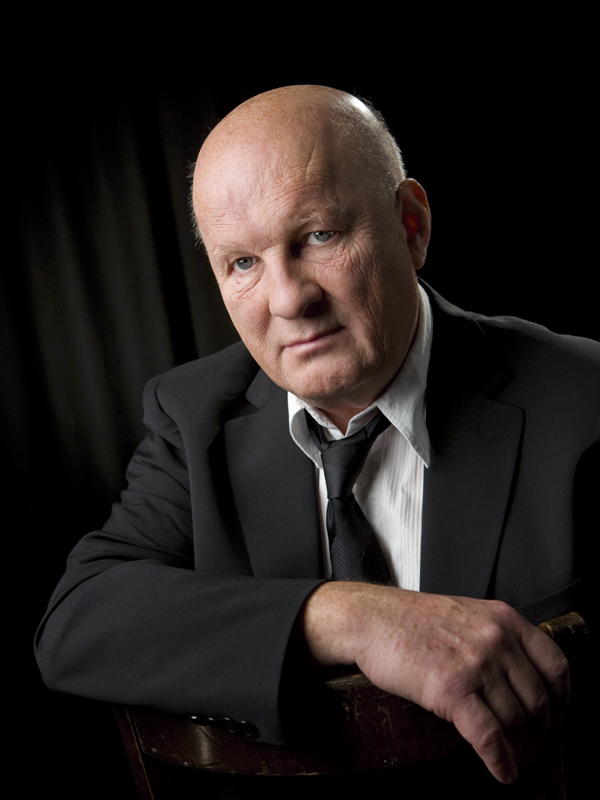
Paul van Soest
geboren in 1949

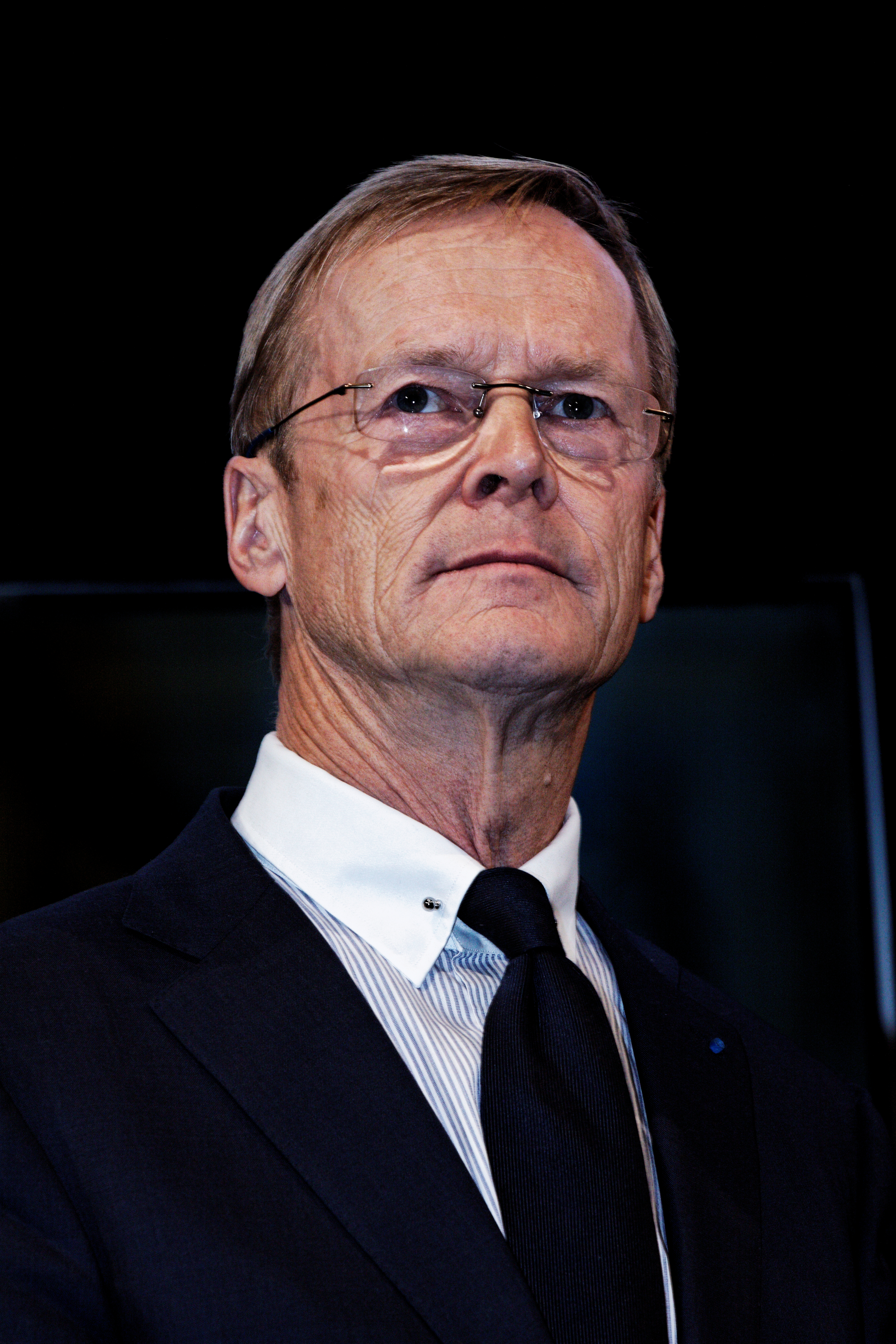
Ari Vatanen
geboren in 1952

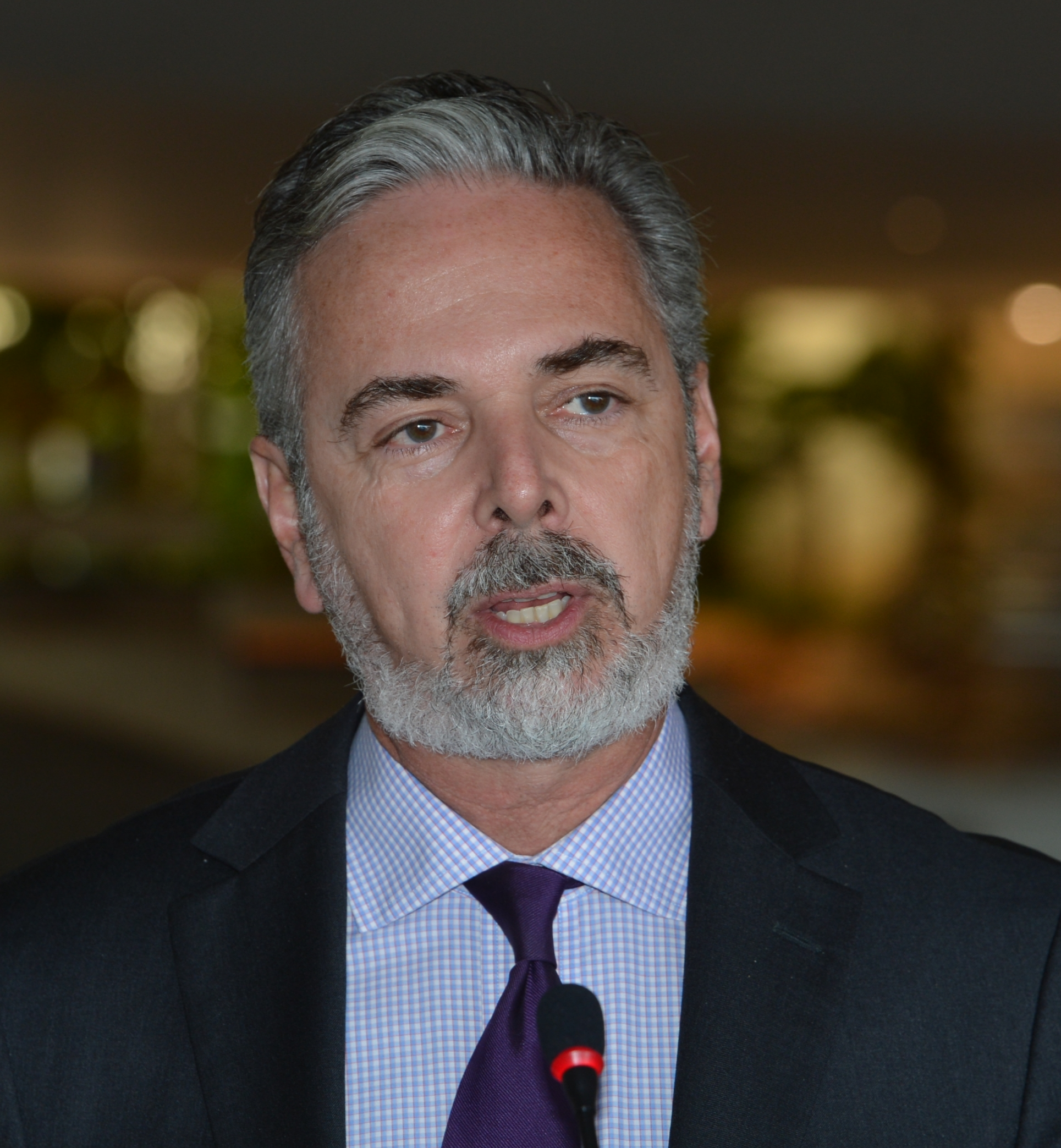
Antonio Patriota
geboren in 1954

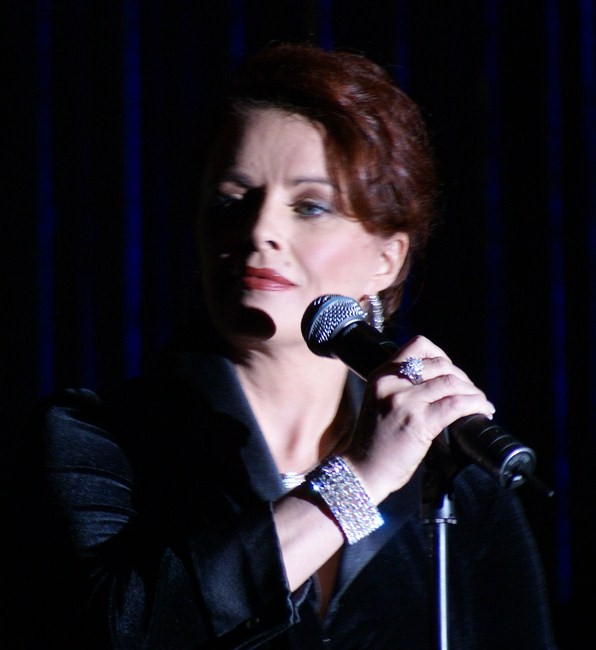
Sheena Easton
geboren in 1959

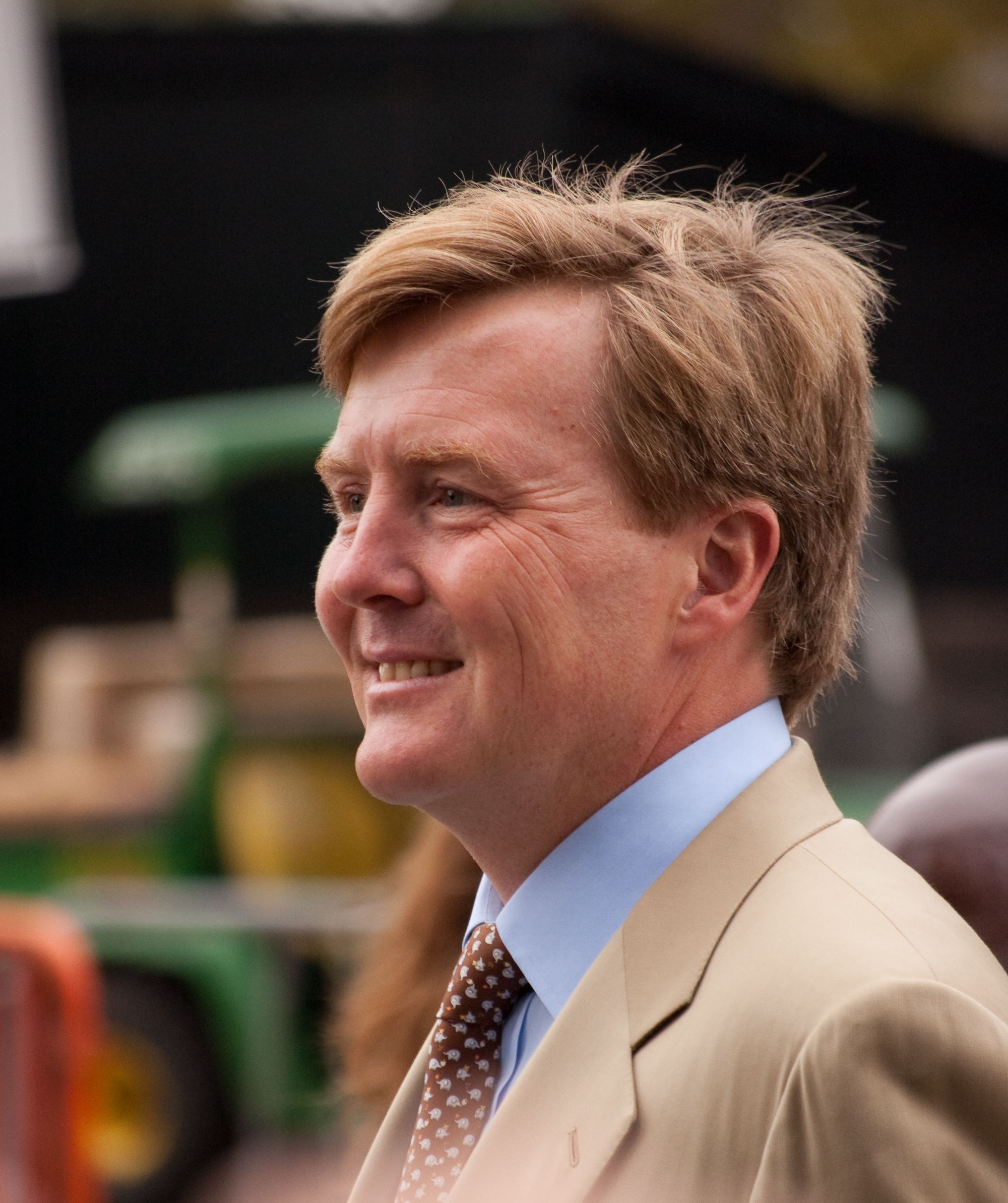
Willem-Alexander der Nederlanden
geboren in 1967

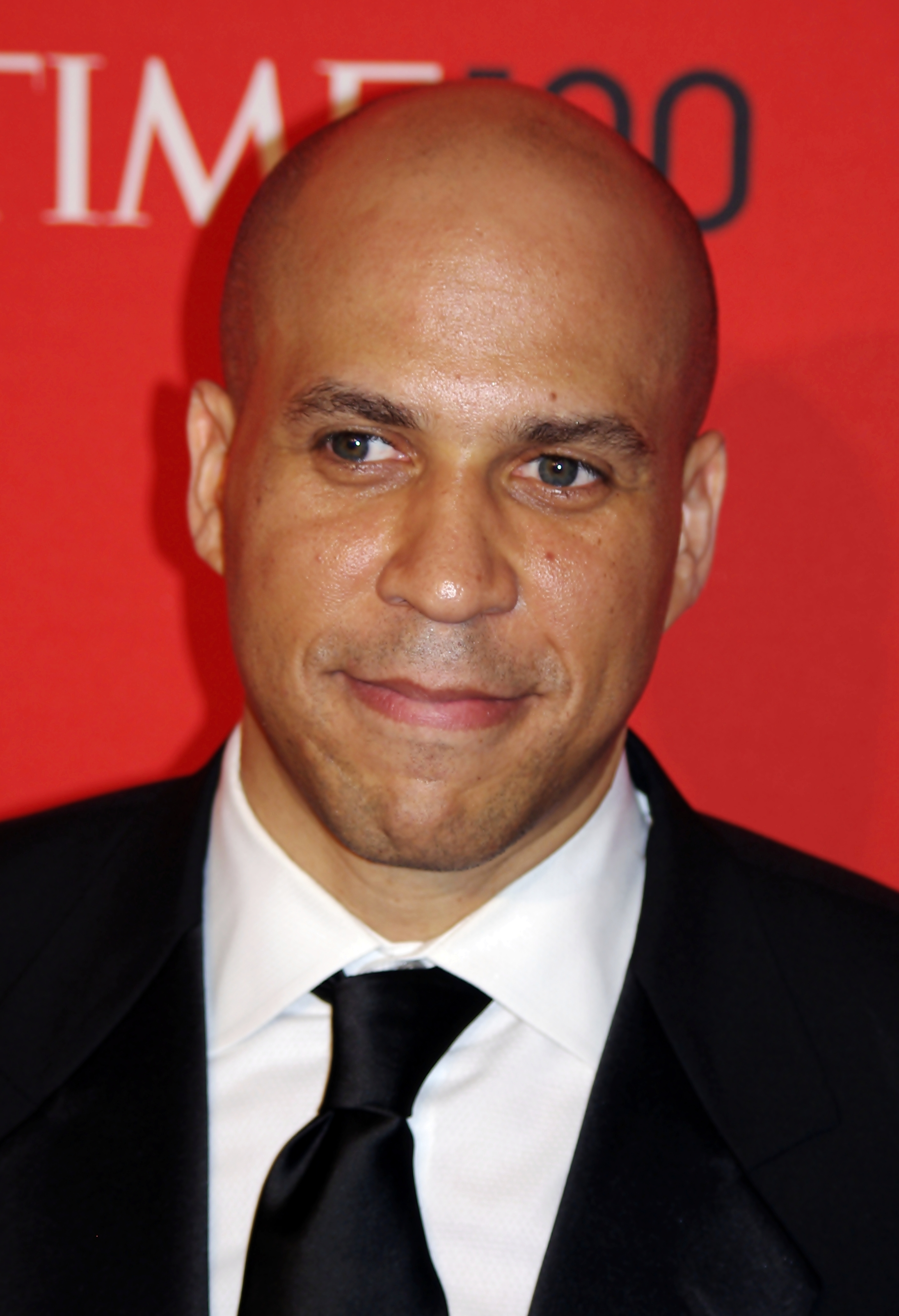
Cory Booker
geboren in 1969

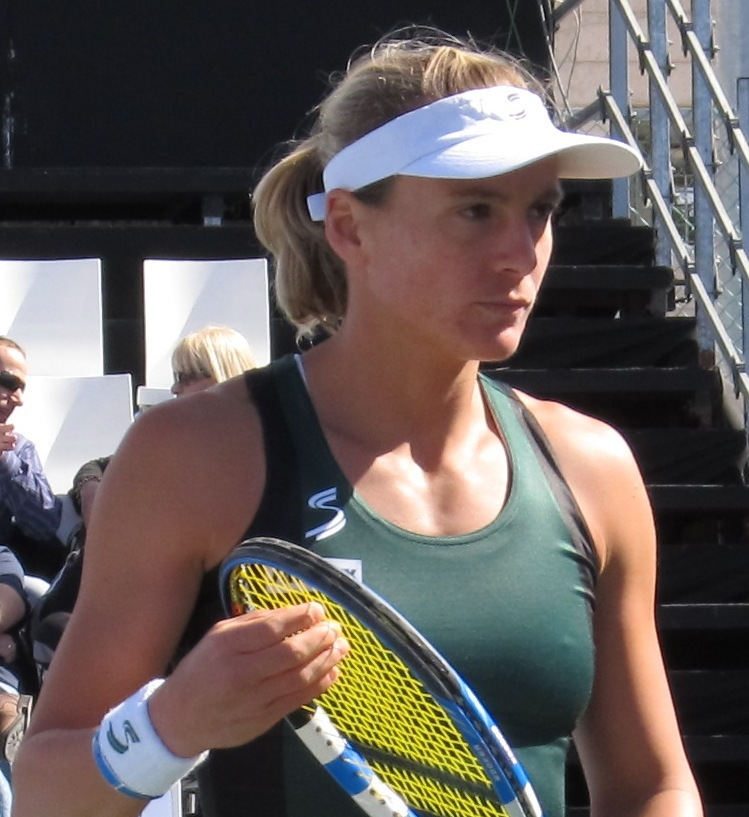
Sybille Bammer
geboren in 1980

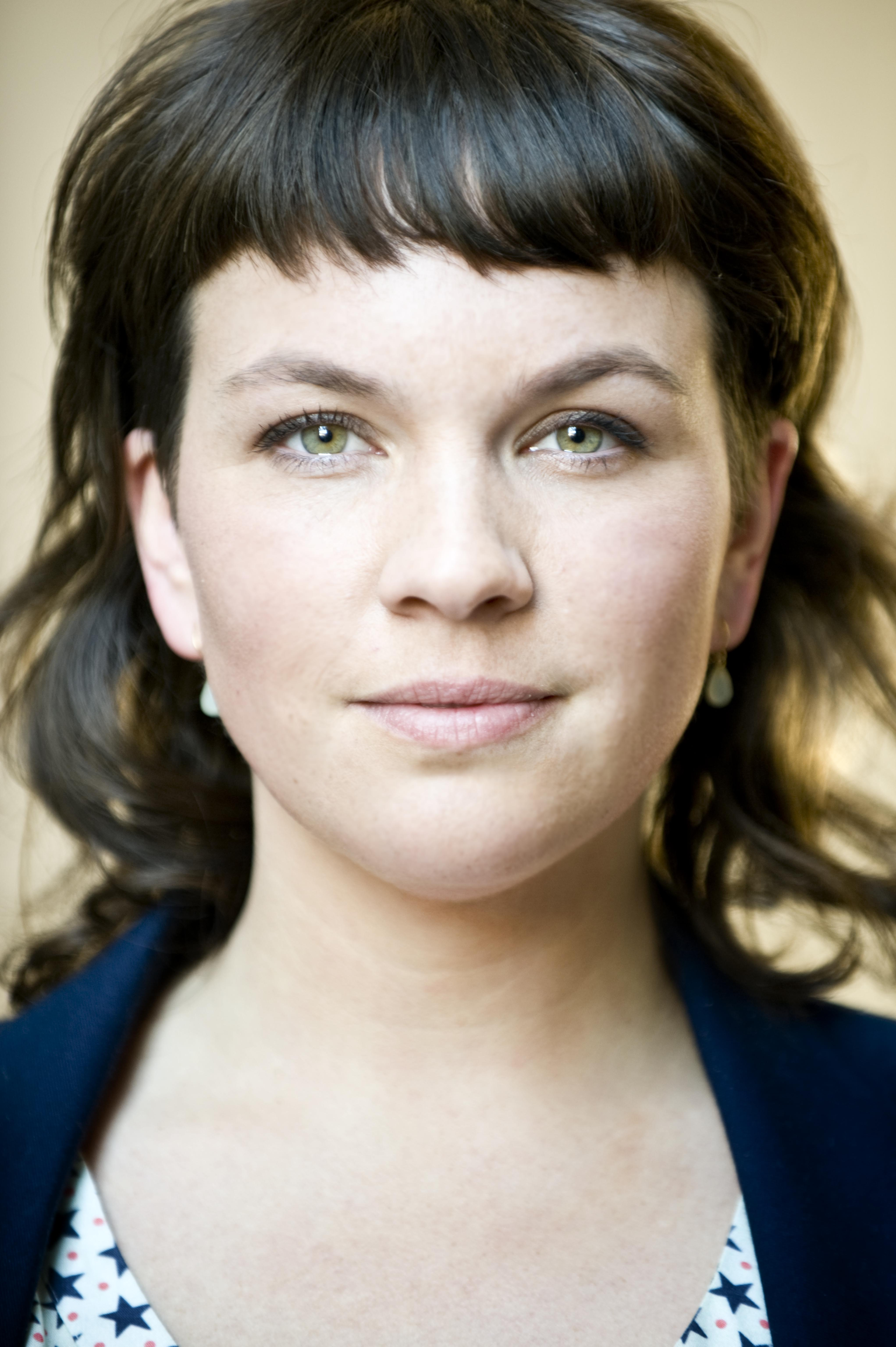
Siska Schoeters
geboren in 1982

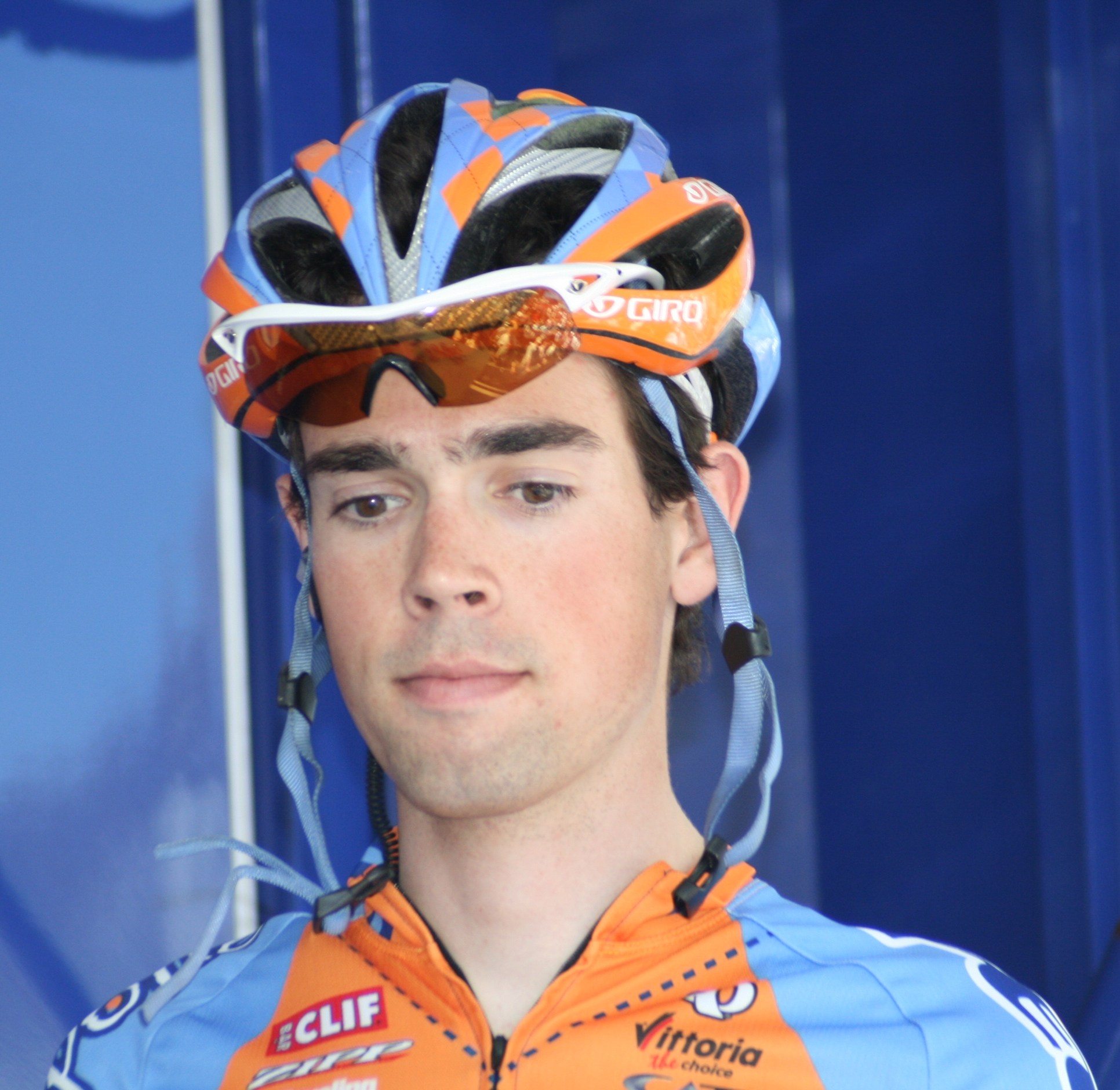
Blake Caldwell
geboren in 1985

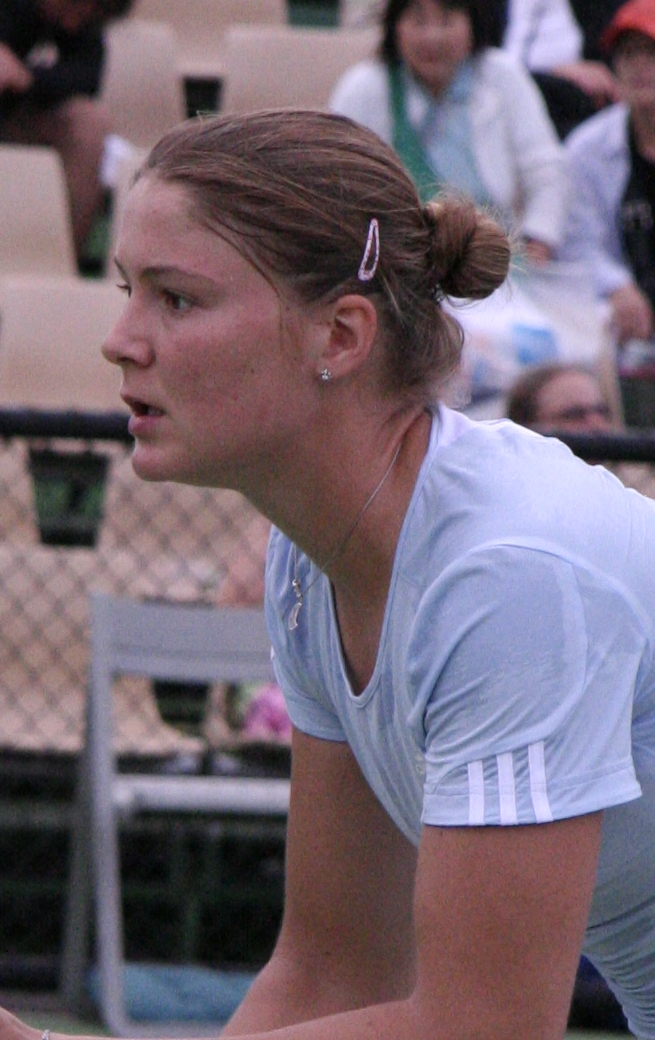
Dinara Safina
geboren in 1986

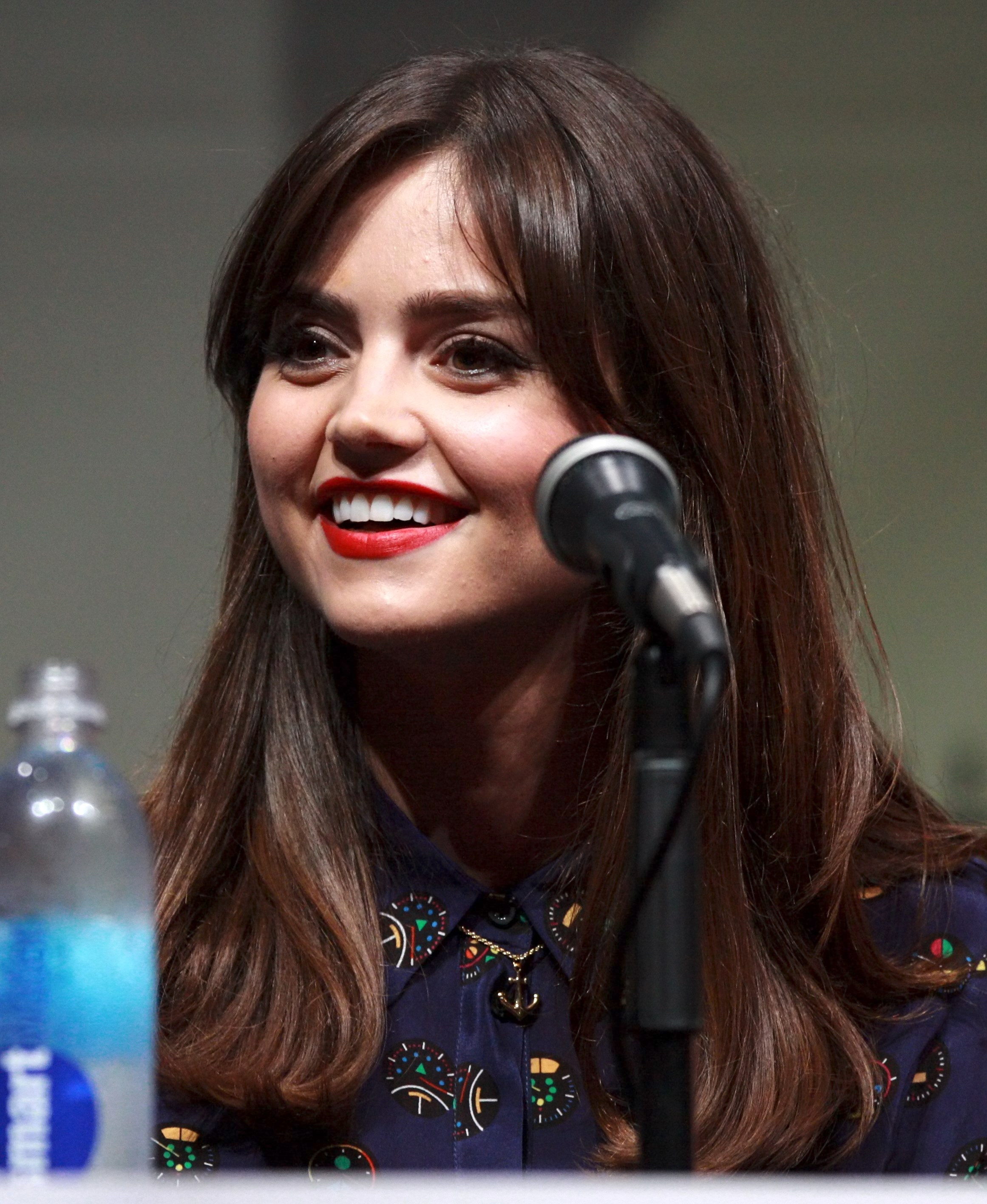
Jenna-Louise Coleman
geboren in 1986

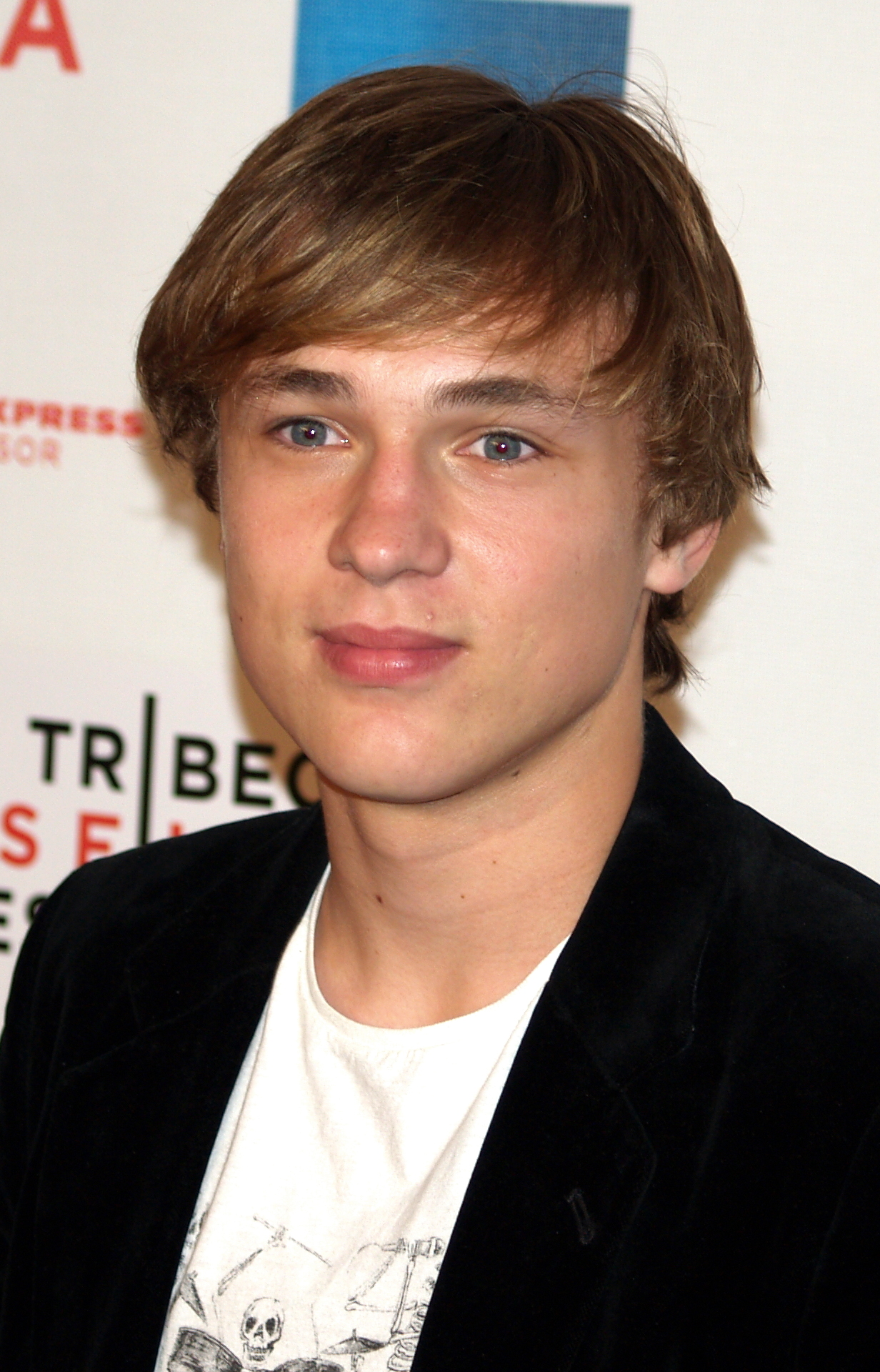
William Moseley
geboren in 1987

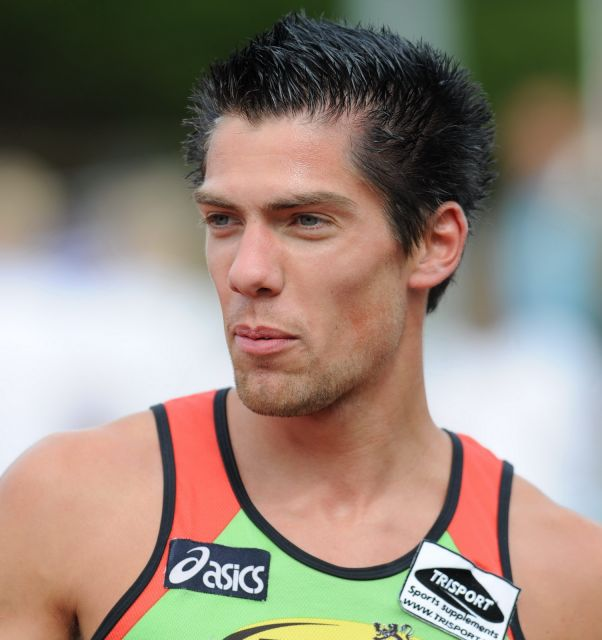
Kim Ruell
geboren in 1987

- 1574 - Philip Rubens, Belgisch archeoloog en filoloog (overleden 1611)
- 1650 - Charlotte Amalia van Hessen-Kassel, vrouw van koning Christiaan V van Denemarken en Noorwegen (overleden 1714)
- 1673 - Claude Gillot, Frans schilder, etser en decorateur (overleden 1722)
- 1699 - Albrecht Wolfgang van Schaumburg-Lippe, Graaf van Schaumburg-Lippe (overleden 1748)
- 1701 - Karel Emanuel III van Sardinië, hertog van Savoye en koning van Sardinië (overleden 1773)
- 1710 - Theodorus de Smeth, Heer van Deurne en Liessel (overleden 1772)
- 1727 - Robert Coppieters, burgemeester van Brugge (overleden 1797)
- 1733 - Joseph Gottlieb Kölreuter, Badisch botanicus (overleden 1806)
- 1748 - Adamantios Koraïs, Grieks-Frans linguïst (overleden 1833)
- 1756 - Eugène van Hoobrouck de Mooreghem, Belgisch politicus (overleden 1843)
- 1757 - Carl Johan Adlercreutz, Fins-Zweeds graaf, generaal en minister (overleden 1815)
- 1758 - Charles Dumont de Sainte-Croix, Frans ornitholoog (overleden 1830)
- 1758 - Charles Thiennes de Lombise, Zuid-Nederlands politicus (overleden 1839)
- 1759 - Mary Wollstonecraft, Engels schrijfster (overleden 1797)
- 1765 - Johann von Thielmann, militair in de napoleontische oorlogen (overleden 1824)
- 1770 - Edward Codrington, Engels admiraal (overleden 1851)
- 1776 - Hyacinthe Jadin, Frans componist (overleden 1800)
- 1780 - Tammo Sypkens, Nederlands politicus (overleden 1842)
- 1791 - Samuel Morse, Amerikaans uitvinder en schilder (overleden 1872)
- 1794 - Pierre Christiaens, Belgisch volksvertegenwoordiger (overleden 1870)
- 1794 - Achille Richard, Frans botanicus en arts (overleden 1852)
- 1796 - Maria Ferdinanda van Saksen, prinses van Saksen (overleden 1865)
- 1797 - Linus Yale, Amerikaans uitvinder (overleden 1858)
- 1802 - Louis Niedermeyer, Frans-Zwitsers componist (overleden 1861)
- 1806 - Maria Christina van Bourbon-Sicilië, koningin van Spanje (overleden 1878)
- 1806 - Lajos Kossuth, Hongaars politicus (overleden 1894)
- 1809 - René Waldeck-Rousseau, Frans politicus (overleden 1882)
- 1812 - Friedrich von Flotow, Duits componist (overleden 1883)
- 1812 - Daniel Couperus Steyn Parvé, Indisch bestuursambtenaar en publicist (overleden 1882)
- 1820 - Herbert Spencer, Engels filosoof (overleden 1903)
- 1821 - Wilhelmus Martinus Logeman, Nederlands natuurkundige (overleden 1894)
- 1822 - Ulysses S. Grant, achttiende president van de Verenigde Staten (overleden 1885)
- 1830 - Pieter Génard, Belgisch historicus en archivaris (overleden 1899)
- 1836 - Christian Ulrich, Oostenrijks-Hongaars architect (overleden 1909)
- 1837 - Paul Gordan, Duits wiskundige (overleden 1912)
- 1837 - Victoria Lady Welby, Brits filosoof (overleden 1912)
- 1840 - Edward Whymper, Brits bergbeklimmer, schrijver en illustrator (overleden 1911)
- 1841 - Emile Flourens, Frans politicus (overleden 1920)
- 1841 - Louis Tytgadt, Belgisch schilder (overleden 1918)
- 1842 - Jacobus Marinus Pijnacker Hordijk, Nederlands politicus (overleden 1918)
- 1844 - Albert von Keller, Zwitsers kunstschilder (overleden 1920)
- 1845 - Friedrich von Hefner-Alteneck, Duits ingenieur en elektrotechnicus (overleden 1904)
- 1846 - Charles Van Depoele, Belgisch-Amerikaans uitvinder (overleden 1892)
- 1847 - Bertha Elisabeth van Delden, Nederlands kinderboekenschrijfster (overleden 1936)
- 1848 - Otto I van Beieren, koning van Beieren (overleden 1916)
- 1848 - Huang Zunxian, Chinees dichter, onderwijzer, staatsman en diplomaat (overleden 1905)
- 1850 - Petrus Joannes Geeraerts, Belgisch brouwer en politicus (overleden 1901)
- 1850 - Louise Laridon, Belgisch verpleegster en oorlogsslachtoffer (overleden 1900)
- 1850 - Theophil Sprecher von Bernegg, Zwitsers militair en politicus (overleden 1927)
- 1851 - Johann Vaillant, Duits ondernemer en uitvinder (overleden 1920)
- 1854 - Hendrik Zillesen, Nederlands griffier (overleden 1939)
- 1855 - John Mackenzie-Rogan, Brits componist en militaire kapelmeester (overleden 1932)
- 1856 - Henri Crombez, Belgisch volksvertegenwoordiger, senator en burgemeester (overleden 1941)
- 1856 - Tongzhi, keizer van China (overleden 1875)
- 1857 - Theodor Kittelsen, Noors kunstenaar (overleden 1914)
- 1864 - Adriaan Köhnen, Nederlands priester en pastoor (overleden 1896)
- 1865 - Archibald Leitch, Brits architect (overleden 1939)
- 1865 - Ernest Mahaim, Belgisch politicus (overleden 1938)
- 1866 - James Mitchell, 13e premier en 20e gouverneur van West-Australië (overleden 1951)
- 1869 - Jean Arnoldts, Nederlands bestuurder en politicus (overleden 1946)
- 1869 - Jacob Adriaan Kalff, Nederlands ondernemer en politicus (overleden 1935)
- 1873 - Robert Wiene, Duits filmpionier (overleden 1938)
- 1874 - Petrus Marinus Cochius, Nederlands ondernemer en kunstverzamelaar (overleden 1938)
- 1874 - Anna Sophia Polak, Nederlands feministe en bestuurster (overleden 1943)
- 1875 - André Baillon, Belgisch schrijver (overleden 1932)
- 1875 - Maurice de Broglie, Frans natuurkundige (overleden 1960)
- 1875 - Georges Hébert, Frans marineofficier en sportontwikkelaar (overleden 1957)
- 1876 - Con Leahy, Iers hoogspringer (overleden 1921)
- 1876 - Ailke Westerhof, Nederlands verpleegster (overleden 1946)
- 1880 - Henk Ringers, chocoladefabrikant, oprichter van de Ringers Cacao- en Chocoladefabriek in Alkmaar (overleden 1975)
- 1881 - Móric Esterházy, Oostenrijk-Hongaars politicus (overleden 1960)
- 1884 - Louis de Bree, Nederlands acteur en hoorspelacteur (overleden 1971)
- 1884 - Bohdan Winiarski, Pools rechtsgeleerde en internationaal rechter (overleden 1969)
- 1886 - Pura Villanueva-Kalaw, Filipijns schrijfster en suffragette (overleden 1954)
- 1887 - Sijo Kornelius Haitsma Mulier, Nederlands ambtenaar en burgemeester (overleden 1963)
- 1887 - Gerard Haitsma Mulier, Nederlands bestuurder (overleden 1967)
- 1887 - Frans van Noorden, Nederlands schilder, tekenaar, boekbandontwerper en lithograaf (overleden 1961)
- 1887 - Toribio Teodoro, Filipijns zakenman (overleden 1965)
- 1887 - Warren Wood, Amerikaans amateurgolfer (overleden 1926)
- 1888 - Florence La Badie, Amerikaans actrice (overleden 1917)
- 1892 - Camille Leroy, Belgisch wielrenner (overleden 1952)
- 1893 - Norman Bel Geddes, Amerikaans vormgever (overleden 1958)
- 1893 - Jan Wernard van den Bergh, Nederlands verzetsstrijder (overleden 1941)
- 1893 - Paul van Joegoslavië, Joegoslavisch regent (overleden 1976)
- 1893 - Draža Mihailović, Servisch militair (overleden 1946)
- 1894 - Charles Martinet, Zwitsers wegwielrenner en veldrijder (overleden 1976)
- 1894 - Nicolas Slonimsky, Russisch-Amerikaans componist, dirigent, pianist, musicoloog en muziekrecensent (overleden 1995)
- 1896 - Wallace Carothers, Amerikaans scheikundige (overleden 1937)
- 1897 - Chris Blignaut, Zuid-Afrikaans zanger (overleden 1974)
- 1899 - Henri Landheer, Nederlands marathonloper (overleden 1958)
- 1899 - Walter Lantz, Amerikaans tekenfilmproducent (Woody Woodpecker) (overleden 1994)
- 1902 - Rudolf Schoeller, Zwitsers autocoureur (overleden 1978)
- 1903 - Lode Geysen, Belgisch toneelregisseur (overleden 1938)
- 1904 - Cecil Day-Lewis, Iers-Engels dichter, criticus en prozaschrijver (overleden 1972)
- 1904 - Ben Pon, Nederlands ondernemer (overleden 1968)
- 1905 - John Kuck, Amerikaans atleet (overleden 1986)
- 1907 - Amir Sjarifoeddin, Indonesisch politicus (overleden 1948)
- 1908 - Pieter Schelte Heerema, Nederlands lid van de Waffen-SS en ondernemer (overleden 1981)
- 1908 - Carlo Felice Trossi, Italiaans autocoureur (overleden 1949)
- 1909 - Pieter Gerbrands, Nederlands langeafstandsloper (overleden 1962)
- 1909 - Jos Moerenhout, Belgisch componist en dirigent (overleden 1985)
- 1910 - Pascoal Ranieri Mazzilli, Braziliaans jurist, journalist en politicus (overleden 1975)
- 1911 - Chris Berger, Nederlands atleet (overleden 1965)
- 1911 - Antonio Sastre, Argentijns voetballer (overleden 1987)
- 1912 - Caroline Mathilde van Denemarken, dochter van Deense prins Harald Christiaan (overleden 1995)
- 1912 - Renato Rascel, Italiaans zanger en acteur (overleden 1991)
- 1912 - Zohra Segal, Indiaas actrice en danseres (overleden 2014)
- 1913 - Philip Abelson, Amerikaans natuurkundige en wetenschappelijk auteur (overleden 2004)
- 1913 - Zita Kabátová, Tsjechisch actrice (overleden 2012)
- 1913 - Luz Long, Duits atleet (overleden 1943)
- 1913 - Joseph-Jean Merlot, Belgisch politicus, burgemeester en minister (overleden 1969)
- 1913 - Maurice Vaute, Belgisch componist van klassieke muziek, dirigent en muziekpedagoog (overleden 2000)
- 1914 - Russ Klar, Amerikaans autocoureur (overleden 2005)
- 1914 - Albert Soboul, Frans historicus (overleden 1982)
- 1914 - Andries Stolk, Nederlands jurist en bestuurder (overleden 2000)
- 1915 - David A. van Dorp, Nederlands scheikundige (overleden 1995)
- 1915 - Johannes Bernardus Plasschaert, Nederlands militair en oorlogsheld (overleden 2000)
- 1917 - Alfred van Sprang, Nederlands journalist (overleden 1960)
- 1918 - Philipose Mar Chrysostom, Indiaas bisschop (overleden 2021)
- 1918 - Sten Rudholm, Zweeds rechtskundige (overleden 2008)
- 1918 - Einar Skinnarland, Noors verzetsstrijder, SOE-agent en waterbouwkundige (overleden 2002)
- 1919 - Erik Olsson, Zweeds kunstenaar en restaurator van kerken (overleden 2007)
- 1919 - Jan Rietveld, Nederlands architect (overleden 1986)
- 1919 - Leo van Zandvliet, Nederlands voorzitter van voetbalclub Feyenoord (overleden 1999)
- 1920 - Edwin Morgan, Schots dichter en vertaler (overleden 2010)
- 1921 - Feike Boschma, Nederlands poppenspeler en theatermaker (overleden 2014)
- 1921 - Hans-Joachim Kulenkampff, Duits acteur en presentator (overleden 1998)
- 1921 - John Stott, Engels theoloog (overleden 2011)
- 1922 - Martin Gray, Pools schrijver (overleden 2016)
- 1922 - Jack Klugman, Amerikaans acteur (overleden 2012)
- 1922 - Jan Remmelink, Nederlands rechtsgeleerde (overleden 2003)
- 1923 - Willem Blanken, Nederlands politicus (overleden 2009)
- 1923 - René Lambrechts, Belgisch schrijver (overleden 1981)
- 1924 - Phil Solomon, Brits impresario en zakenman (overleden 2011)
- 1925 - Folke Eriksson, Zweeds waterpolospeler (overleden 2008)
- 1926 - Bob Bakels, Nederlands jurist (overleden 2004)
- 1926 - Tim LaHaye, Amerikaans predikant, spreker en schrijver van christelijke boeken (overleden 2016)
- 1927 - Gerard Cieślik, Pools voetballer (overleden 2013)
- 1927 - Coretta Scott King, Amerikaans activiste, vrouw van dominee Martin Luther King (overleden 2006)
- 1927 - Sal Mosca, Amerikaans jazzpianist (overleden 2007)
- 1928 - Tatsuo Suzuki, Japans grootmeester in de karatestijl Wado-ryu (overleden 2011)
- 1929 - Nina Romasjkova, Sovjet-Russisch atlete (overleden 2016)
- 1930 - Wilfried Kirschl, Oostenrijks kunstschilder en publicist (overleden 2010)
- 1931 - Robert Donner, Amerikaans acteur (overleden 2006)
- 1931 - Igor Oistrach, Russisch violist en dirigent (overleden 2021)
- 1932 - Charles Adkins, Amerikaans bokser (overleden 1993)
- 1932 - Anouk Aimée, Frans actrice (overleden 2024)
- 1932 - Pik Botha, Zuid-Afrikaans politicus (overleden 2018)
- 1932 - Derek Minter, Brits motorcoureur (overleden 2015)
- 1933 - Bob Bondurant, Amerikaans autocoureur (overleden 2021)
- 1933 - Pol Claeys, Belgisch ondernemer en sportleider (overleden 2011)
- 1934 - Bob Cools, Belgisch politicus
- 1935 - Theo Angelopoulos, Grieks filmregisseur en journalist (overleden 2012)
- 1935 - Jef Van Gool, Belgisch voetballer (overleden 2022)
- 1937 - Zhang Jie, Chinees schrijfster (overleden 2022)
- 1938 - Ruth Price, Amerikaans jazzzangeres
- 1939 - Wilhelmus de Bekker, Nederlands bisschop
- 1939 - Stanisław Dziwisz, Pools kardinaal-aartsbisschop van Krakau
- 1939 - Hamish Milne, Engels pianist (overleden 2020)
- 1939 - Erik Pevernagie, Belgisch kunstschilder
- 1939 - Norberto Raffo, Argentijns voetballer (overleden 2008)
- 1939 - João Bernardo Vieira, president van Guinee-Bissau (overleden 2009)
- 1940 - Kaspar Rostrup, Deens filmregisseur
- 1940 - Siegfried Rundel, Duits componist, arrangeur en muziekuitgever (overleden 2009)
- 1941 - Lutz Ackermann, Duits beeldhouwer
- 1941 - Jan Dirk Blaauw, Nederlands politicus (overleden 2020)
- 1941 - Fethullah Gülen, islamitisch geleerde, schrijver en dichter (overleden 2024)
- 1941 - Tineke de Nooij, Nederlands radio- en televisiepresentatrice
- 1941 - Zygmunt Schmidt, Pools voetballer
- 1942 - Louis Fortamps, Belgisch atleet
- 1942 - Valeri Poljakov, Russisch kosmonaut (overleden 2022)
- 1942 - Piet Tallo, Indonesisch politicus (overleden 2009)
- 1943 - Helmut Marko, Oostenrijks autocoureur
- 1943 - Wannie Sterken, Nederlands voetballer (overleden 2024)
- 1945 - Martin Chivers, Engels voetballer
- 1945 - Harrie Steevens, Nederlands wielrenner
- 1946 - Robert Anker, Nederlands schrijver en dichter (overleden 2017)
- 1946 - Gerard Daandels, Nederlands burgemeester
- 1946 - Michel Delebarre, Frans politicus (overleden 2022)
- 1946 - Franz Roth, Duits voetballer
- 1946 - Gerd Wiltfang, Duits springruiter (overleden 1997)
- 1947 - Rink Cornelisse, Nederlands wielrenner
- 1947 - Ingrid Croce, Amerikaans schrijfster, singer-songwriter en restauranthouder
- 1947 - Aart Lamberts, Nederlands beeldhouwer (overleden 2015)
- 1947 - Astrid Roemer, Surinaams schrijfster
- 1947 - Ronald Yates, Amerikaans componist, muziekpedagoog en dirigent
- 1948 - Frank Abagnale jr., Amerikaans crimineel en ondernemer
- 1948 - Hans van Helden, Nederlands-Frans schaatser
- 1948 - Josef Hickersberger, Oostenrijks voetballer en voetbalcoach
- 1948 - Kate Pierson, Amerikaans zangeres in de groep The B-52's
- 1949 - Carry Abbenhues, Nederlands burgemeester
- 1949 - Jean Asselborn, Luxemburgs politicus
- 1949 - Didier Daeninckx, Frans schrijver
- 1949 - Hiroji Imamura, Japans voetballer
- 1949 - Douglas Sheehan, Amerikaans acteur (overleden 2024)
- 1949 - Paul van Soest, Nederlands theaterproducent, acteur en drummer
- 1949 - Pedro Torres, Spaans wielrenner
- 1951 - Ace Frehley (Paul Daniel Frehley), Amerikaans gitarist in de band Kiss
- 1951 - Giel Janssen, Nederlands politicus
- 1951 - Viviane Reding, Luxemburgs journaliste en politica
- 1951 - Freundel Stuart, Barbadiaans politicus
- 1952 - Maurice Dehu, Belgisch politicus
- 1952 - Ari Vatanen, Fins rallyrijder en politicus
- 1953 - Pat Hennen, Amerikaans motorcoureur (overleden 2024)
- 1953 - Jean Willrich, Duits/Amerikaans voetballer
- 1954 - Frank Bainimarama, Fijisch militair
- 1954 - Berni Collas, Belgisch politicus (overleden 2010)
- 1954 - Antonio Patriota, Braziliaans diplomaat en politicus
- 1955 - Katsuyuki Kawachi, Japans voetballer
- 1955 - Léa Linster, Luxemburgs chef-kok
- 1955 - Lia Roefs, Nederlands politica
- 1956 - Erick van Egeraat, Nederlands architect
- 1956 - Kenny Shiels, Noord-Iers voetballer en voetbalcoach
- 1957 - Eric Bristow, Engels darter (overleden 2018)
- 1957 - Bies van Ede, Nederlands schrijver en vertaler
- 1957 - Adrian Utley, Brits gitarist
- 1958 - Jon Cassar, Canadees filmregisseur, televisieregisseur en producent
- 1958 - Marc Mijlemans, Belgisch journalist (Humo) (overleden 1987)
- 1959 - Sheena Easton, Schots-Amerikaans zangeres en actrice
- 1959 - Andrew Fire, Amerikaans bioloog en Nobelprijswinnaar
- 1959 - Louis Lortie, Canadees pianist
- 1959 - Serge Van Overtveldt, Belgisch politicus
- 1961 - Wim Jaspers, Nederlands politicus
- 1962 - Luc Descamps, Belgisch schrijver
- 1962 - James LeGros, Amerikaans acteur
- 1962 - Robin S, Amerikaans zangeres en songwriter
- 1962 - Ryszard Tarasiewicz, Pools voetballer en voetbalcoach
- 1963 - Martin Erkamps, Nederlands crimineel
- 1963 - Schae Harrison, Amerikaans actrice
- 1963 - Dante Rezze, Frans wielrenner
- 1964 - Peter Brouwer, Nederlands voetballer
- 1964 - Tony Di Bart, Engels zanger
- 1964 - Carlos Fortes, Nederlands voetballer
- 1964 - Þórir Hergeirsson, IJslands-Noors handbalcoach
- 1965 - Vincent Bijlo, Nederlands cabaretier en columnist
- 1965 - Anna Chancellor, Amerikaans actrice
- 1966 - Azamat Abdoeraimov, Oezbeeks voetballer en trainer
- 1966 - Roger de Groot, Nederlands politicus
- 1966 - Dorian Lough, Brits acteur
- 1966 - Matt Reeves, Amerikaans film- en televisieregisseur en scenarist
- 1966 - Yoshihiro Togashi, Japans mangaka
- 1966 - Marco Werner, Duits autocoureur
- 1967 - Jennifer Gutierrez, Amerikaans triatlete
- 1967 - Mick Harren, Nederlands zanger
- 1967 - Bjørnar Valstad, Noors oriëntatieloper
- 1967 - Willem-Alexander der Nederlanden, koning van het Koninkrijk der Nederlanden
- 1968 - Cristian Mungiu, Roemeens regisseur
- 1969 - Cory Booker, Amerikaans politicus
- 1969 - Valerio Fiori, Italiaans voetbaldoelman
- 1969 - Brett Steven, Nieuw-Zeelands tennisser
- 1970 - Galina Melnik, Russisch tafeltennisspeelster
- 1970 - Carlos Torres Núñez, Paraguayaans voetbalscheidsrechter
- 1971 - Kris Borgraeve, Belgisch radio- en televisiemaker
- 1971 - Davide Gualtieri, San Marinees voetballer
- 1971 - Grant Nelson, Brits dj
- 1971 - Javier Palacín, Spaans wielrenner
- 1972 - Chen Weixing, Oostenrijks tafeltennisser
- 1972 - Silvia Farina-Elia, Italiaans tennisster
- 1972 - David Lascher, Amerikaans acteur
- 1972 - Maura West, Amerikaans actrice
- 1973 - Sébastien Lareau, Canadees tennisser
- 1974 - Carlos Fortes, Nederlands voetballer
- 1975 - Alberto Luiz de Souza, Braziliaans voetballer
- 1975 - Kazuyoshi Funaki, Japans schansspringer
- 1976 - Isobel Campbell, Schots zangeres, celliste en componiste
- 1976 - Maarten Christenhusz, Nederlands botanicus
- 1976 - Gerald Clervil, Haïtiaans atleet
- 1976 - Sally Hawkins, Engels actrice
- 1976 - Walter Pandiani, Uruguayaans voetballer
- 1976 - Roel Paulissen, Belgisch wielrenner
- 1976 - Olaf Tufte, Noors roeier
- 1977 - Bart Westerlaken, Nederlands filmcomponist
- 1978 - Jakub Janda, Tsjechisch schansspringer
- 1978 - Iris Van Hoof, Belgisch zangeres en presentatrice
- 1978 - Remmert Wielinga, Nederlands wielrenner
- 1979 - José Javier Barkero, Spaans voetballer
- 1979 - Ronald Brouwer, Nederlands hockeyer
- 1979 - Sergej Novikov, Wit-Russisch biatleet
- 1980 - Carlos Erwin Arias, Boliviaans voetballer
- 1980 - Sybille Bammer, Oostenrijks tennisster
- 1980 - Christian Lara, Ecuadoraans voetballer
- 1980 - Ananda Mikola, Indonesisch autocoureur
- 1980 - Debola Ogunseye, Nigeriaans voetballer
- 1980 - Terese Pedersen, Noors handbalkeepster
- 1980 - Marco Sullivan, Amerikaans alpineskiër
- 1980 - Lauren Verster, Nederlands televisiepresentatrice
- 1980 - Tomohiro Wanami, Japans voetballer
- 1981 - Dang Ye-seo, Zuid-Koreaans tafeltennisser
- 1981 - Fabrizio Faniello, Maltees zanger
- 1981 - Shohei Ikeda, Japans voetballer
- 1981 - Kasper van der Laan, Nederlands stand-up comedian en cabaretier
- 1981 - David McGowan, Australisch roeier
- 1982 - Boldizsár Bodor, Hongaars voetballer
- 1982 - José Luis Carrasco, Spaans wielrenner
- 1982 - Jordi Codina, Spaans voetbaldoelman
- 1982 - Goos Meeuwsen, Nederlands circusartiest
- 1982 - François Parisien, Canadees wielrenner
- 1982 - Siska Schoeters, Belgisch radiopresentator
- 1982 - Yutaka Tahara, Japans voetballer
- 1983 - Mark De Man, Belgisch voetballer
- 1983 - Ari Graynor, Amerikaans actrice
- 1983 - Ben Hogestyn, Amerikaans acteur
- 1983 - Scott Usher, Amerikaans zwemmer
- 1984 - Sjoerd Dragtsma, Nederlands acteur
- 1984 - Fabien Gilot, Frans zwemmer
- 1984 - Hannes Þór Halldórsson, IJslands doelman
- 1984 - Eva Simons, Nederlands zangeres
- 1984 - Patrick Stump, Amerikaans muzikant, zanger, songwriter, muziekproducent en acteur
- 1984 - Takuya Tsuda, Japans motorcoureur
- 1984 - Thomas Villadsen, Deens voetbaldoelman
- 1985 - Blake Caldwell, Amerikaans wielrenner
- 1985 - J-Son, Zweeds rapper
- 1985 - Maki Tsuji, Japans langebaanschaatsster
- 1985 - Romain Villa, Frans wielrenner en veldrijder
- 1985 - Horacio Zeballos, Argentijns tennisser
- 1986 - Jenna Coleman, Brits actrice
- 1986 - Elena Risteska, Macedonisch zangeres en songwriter
- 1986 - Dinara Safina, Russisch tennisster
- 1987 - Kota Aoki, Japans voetballer
- 1987 - Jonathan Castroviejo, Spaans wielrenner
- 1987 - Ilombe Mboyo, Congolees-Belgisch voetballer
- 1987 - William Moseley, Engels acteur
- 1987 - Hans Mulder, Nederlands voetballer
- 1987 - Kim Ruell, Belgisch atleet
- 1988 - Gaganjeet Bhullar, Indiaas golfer
- 1988 - Joeri Dequevy, Belgisch voetballer
- 1988 - Bakary Koné, Burkinees voetballer
- 1988 - Lizzo, Amerikaans singer-songwriter en actrice
- 1988 - Enrico Magazzini, Italiaans wielrenner
- 1988 - Haruka Ueda, Japans zwemster
- 1989 - Lars Bender, Duits voetballer
- 1989 - Sven Bender, Duits voetballer
- 1989 - Remon van Bochoven, Nederlands voetballer
- 1989 - Andrea Pavan, Italiaans golfer
- 1990 - Mitch Apau, Nederlands voetballer
- 1990 - Robin Bengtsson, Zweeds zanger
- 1990 - Jelle Delie, Belgisch voetballer
- 1990 - Pavel Karelin, Russisch schansspringer (overleden 2011)
- 1990 - Martin Kelly, Engels voetballer
- 1990 - Luís Pedro, Angolees-Nederlands voetballer
- 1991 - David Cebrián, Spaans autocoureur
- 1991 - Isaac Cuenca, Spaans voetballer
- 1991 - Sofie Daelemans, Belgisch atlete
- 1991 - Lara Gut, Zwitsers alpineskiester
- 1991 - Jay Hardway, Nederlands producer
- 1991 - Georgi Sjtsjennikov, Russisch voetballer
- 1991 - Laura Sogar, Amerikaans zwemster
- 1991 - Álvaro Vázquez, Spaans voetballer
- 1992 - Enric Saborit, Spaans voetballer
- 1992 - Tom Weilandt, Duits voetballer
- 1993 - Jeremias Carlos David, Nederlands voetballer
- 1994 - Nacho Monsalve, Spaans voetballer
- 1995 - Nick Kyrgios, Australisch tennisser
- 1995 - Lucinda Michez, Belgisch voetbalster
- 1997 - Yxng Le, Nederlands rapper
- 1997 - Livio Loi, Belgisch motorcoureur
- 1997 - Josh Onomah, Brits voetballer
- 1997 - Florian Stork, Duits wielrenner
- 1997 - Harold Tejada, Colombiaans wielrenner
- 1998 - Froy Gutierrez, Amerikaans acteur en zanger
- 1998 - Kaj Sierhuis, Nederlands voetballer
- 1999 - Aleksandr Podolskii, Russisch schaatser
- 1999 -  Sambou Sissoko, Frans Malinees voetballer
- 2000 - David Beckmann, Duits autocoureur
- 2004 - Anne van Egmond, Nederlands voetbalster
- 2005 - Daniel Holgado, Spaans motorcoureur
- 2005 - Lore Jacobs, Belgisch voetbalster
- 2006 - Daniel Tshilanda, Belgisch voetballer
- 2007 - Jesse Carrasquedo jr., Mexicaans autocoureur

## Overleden

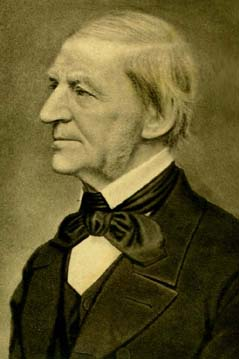
Ralph Waldo Emerson
overleden in 1882

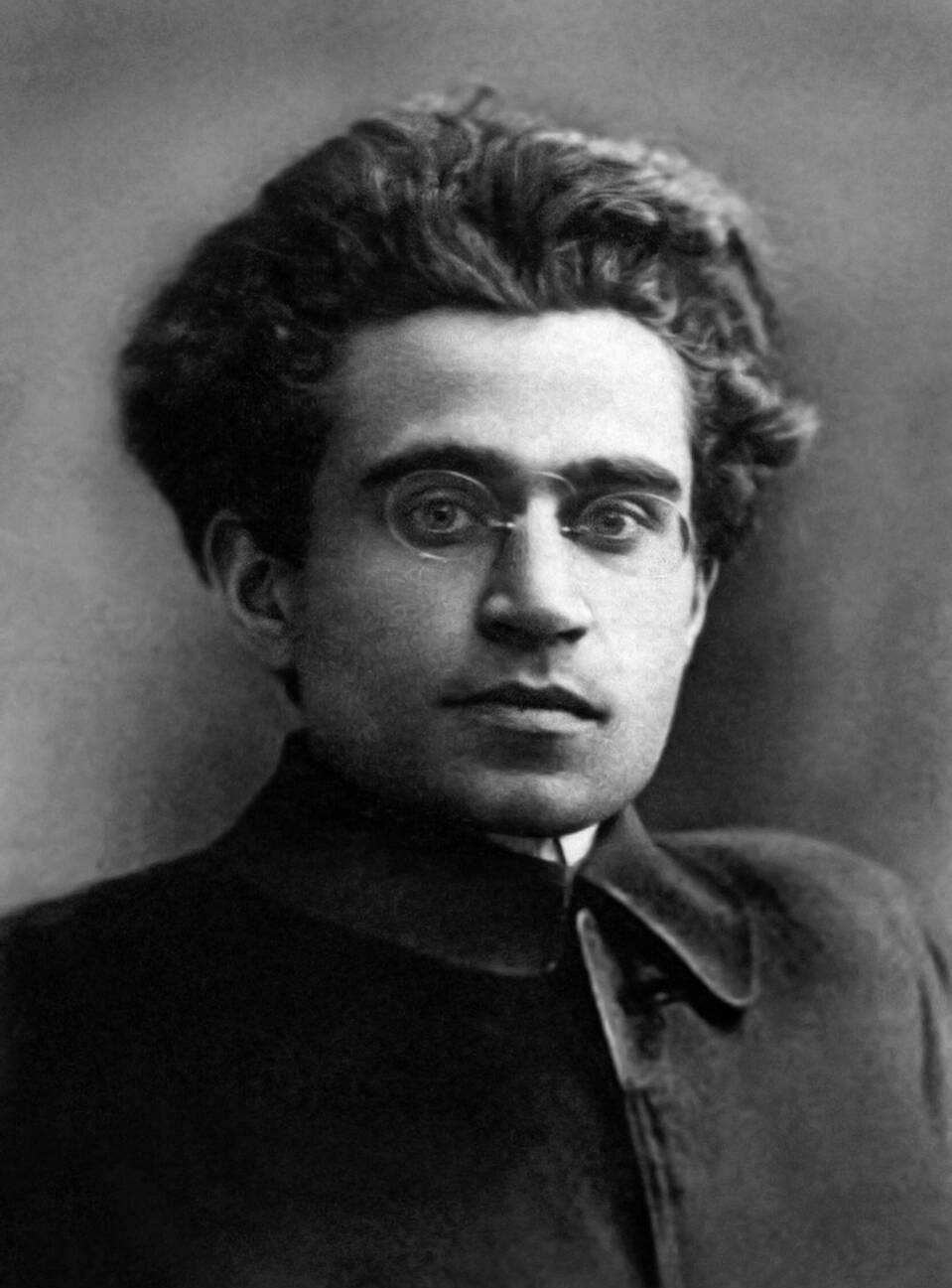
Antonio Gramsci
overleden in 1937

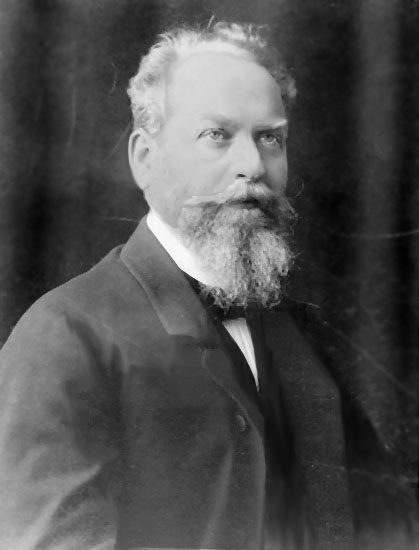
Edmund Husserl
overleden in 1938

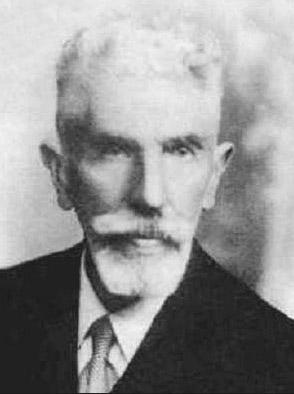
Guido Castelnuovo
overleden in 1952

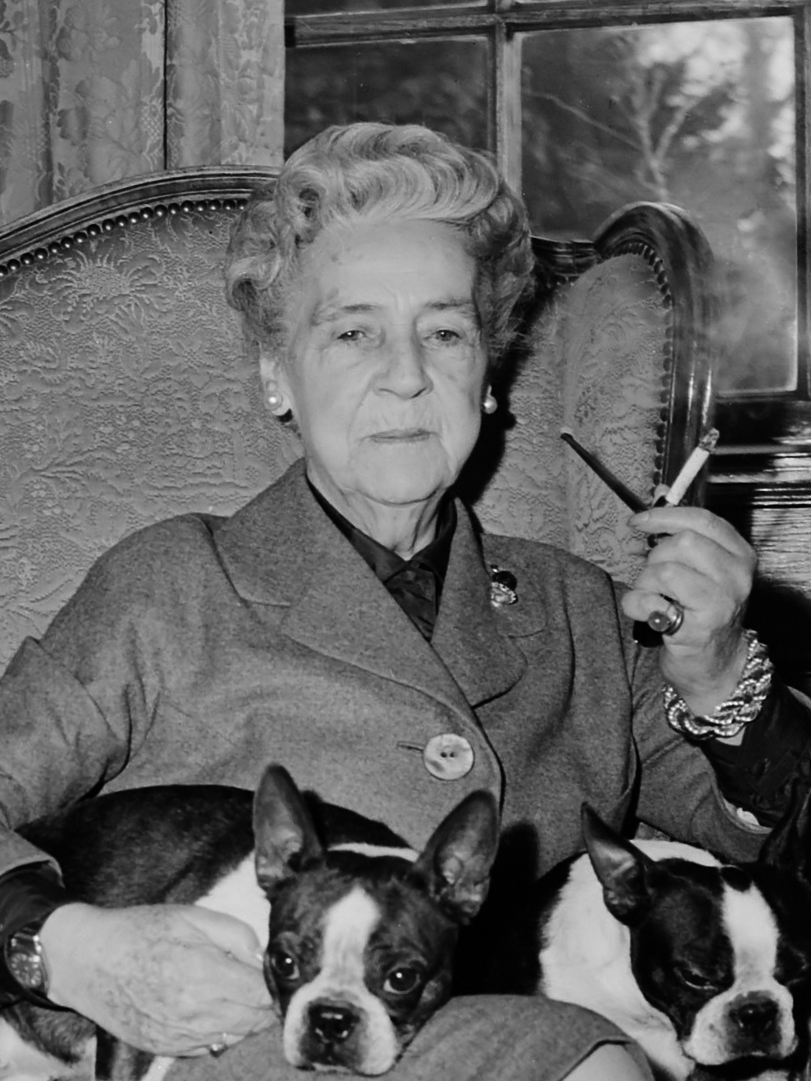
Armgard von Cramm
overleden in 1971

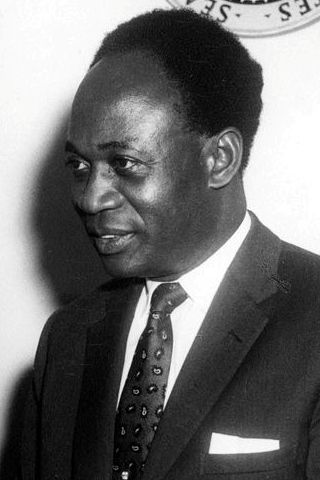
Kwame Nkrumah
overleden in 1972

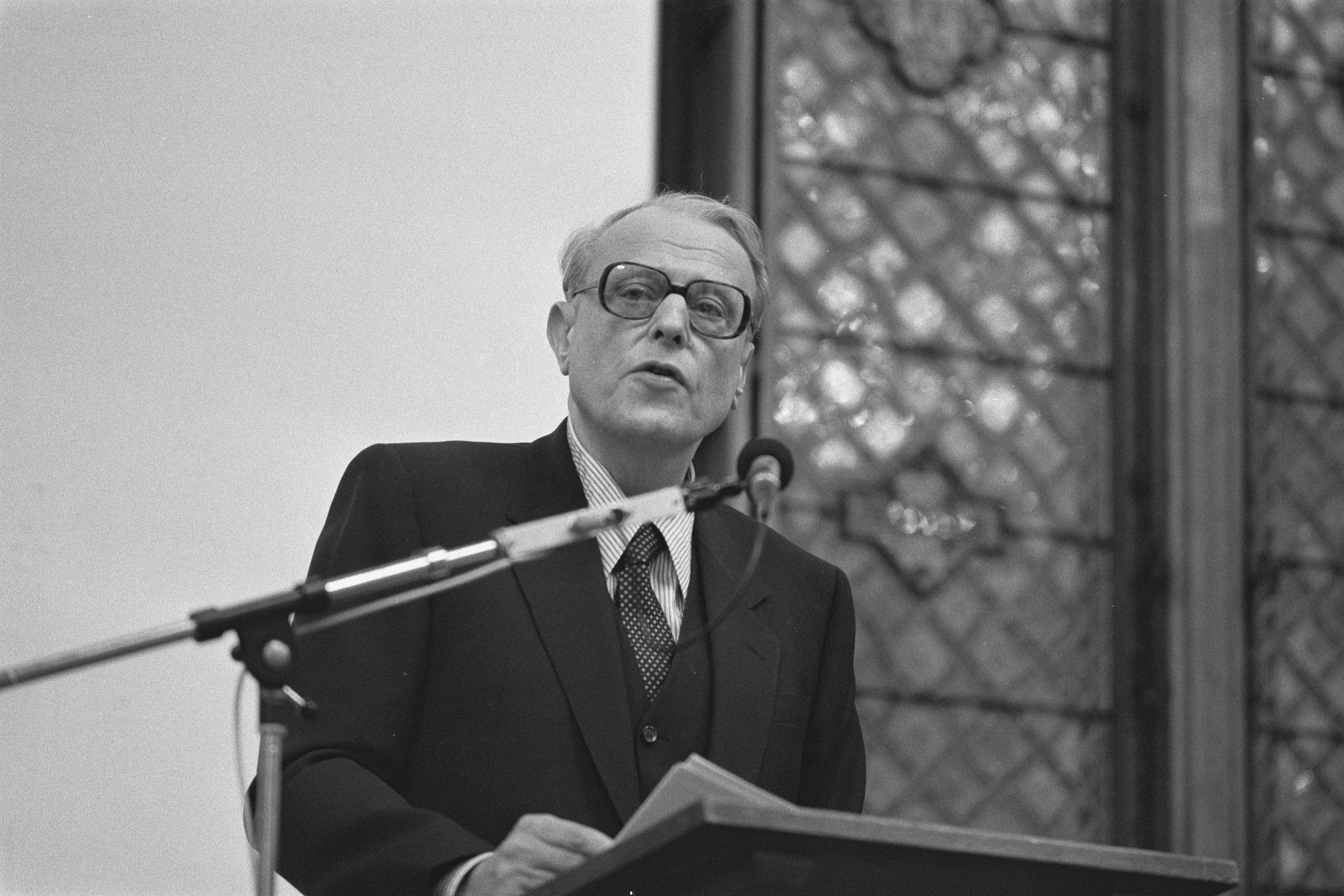
Willem Frederik Hermans
overleden in 1995

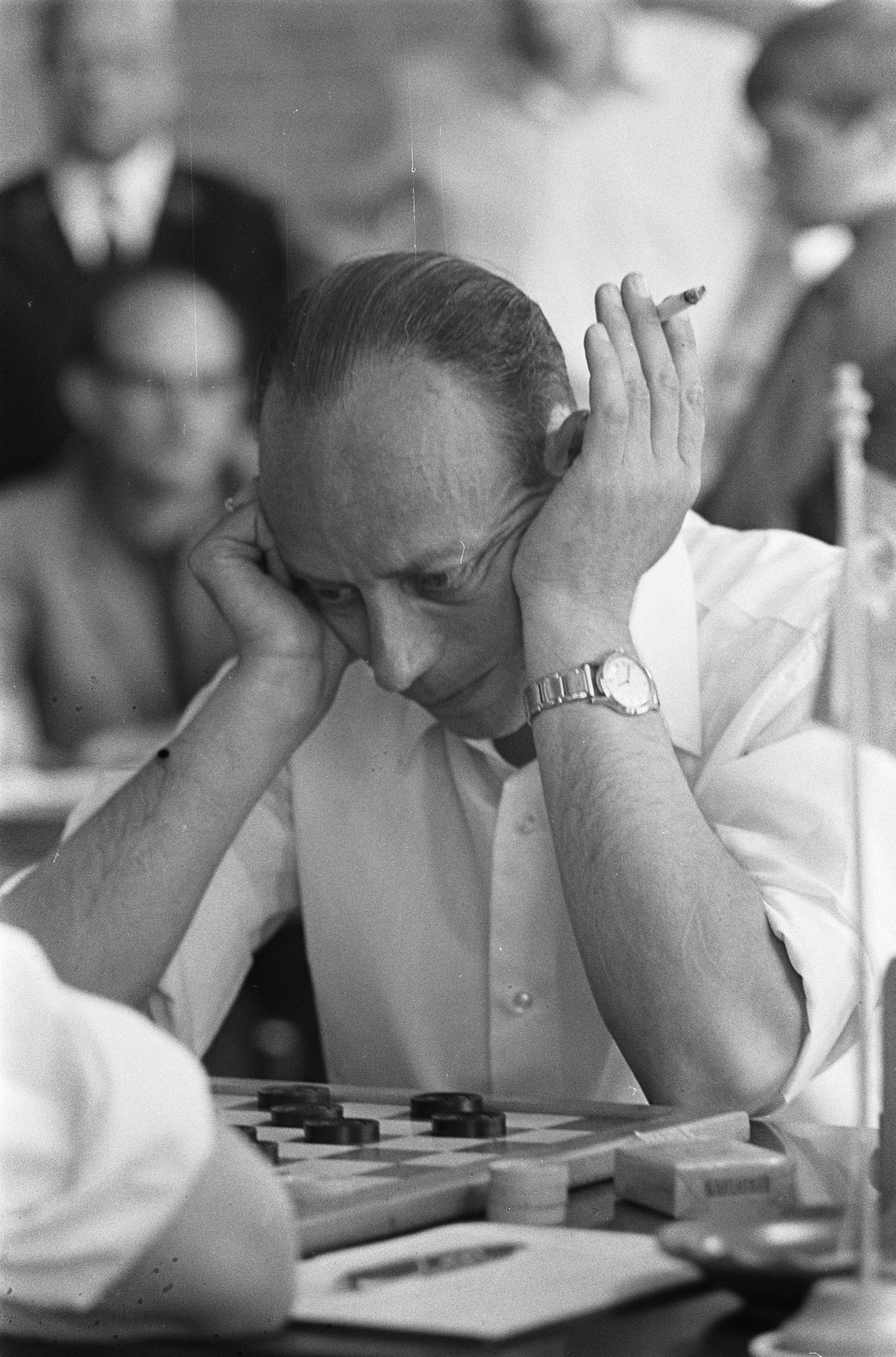
Piet Roozenburg
overleden in 2003

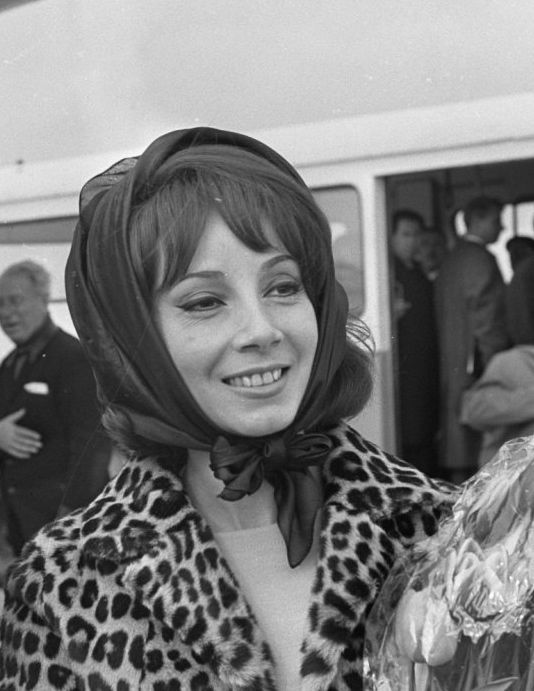
Andréa Parisy
overleden in 2014

- 368 - Theodorus van Tabennisi (±56), Egyptisch heilige
- 1076 - Willem van Gelre, bisschop van Utrecht (1054-1076)
- 1152 - Adelelmus van Vlaanderen, Belgisch zalige
- 1172 - Diederik IV van Kleef (±47), Graaf van Kleef
- 1270 - Wladislaus van Silezië (±33), Aartsbisschop van Salzburg (1237-1270)
- 1271 - Isabella Capet (29), Koningin-gemalin van Navarra
- 1272 - Zita van Lucca (±54), Italiaans heilige
- 1386 - Leonor Teles de Menezes (±36), koningin van Portugal
- 1404 - Filips de Stoute (62), hertog van Bourgondië
- 1479/1480 - Jan VI van Bourgondië (±69), proost van Sint-Donaas in Brugge en bisschop van Kamerijk
- 1488 - Bolesław V van Warschau, hertog van Warschau
- 1521 - Ferdinand Magellaan (±40), Portugees ontdekkingsreiziger
- 1605 - Paus Leo XI (69)
- 1625 - Mori Terumoto (72), Japans daimyō
- 1627 - Adriaen Block (±60), Nederlands ontdekkingsreiziger
- 1645 - Johan van Duvenvoorde (±63), Nederlands politicus en militair
- 1656 - Jan van Goyen (60), Nederlands schilder van landschappen
- 1656 - Gerard van Honthorst (63), Nederlands schilder
- 1683 - Johan Vincent van Schellaert van Obbendorf (±49), Heer van Wanssum
- 1694 - Johan George IV van Saksen (26), Keurvorst van Saksen
- 1696 - Simon Foucher (52), Frans filosoof en kapelaan
- 1702 - Jan Baert (51), Belgisch Duinkerker kaper
- 1706 - Bernhard I van Saksen-Meiningen (56), hertog van Saksen-Meiningen
- 1728 - François Beeldemaker (69), Nederlands kunstschilder
- 1748 - Marie-Thérèse van Frankrijk (1), eerste kind van Lodewijk Ferdinand, Dauphin van Frankrijk
- 1754 - Marie Karoline von Fuchs-Mollard (73), Oostenrijks gouvernante van Maria Theresia van Oostenrijk
- 1758 - Michael Onuphrius thoe Schwartzenberg en Hohenlansberg (62), grietman van Dantumadeel
- 1762 - Jan Josef Brixi (42), Boheems componist, muziekpedagoog en organist
- 1763 - Jan Wassenbergh (46), Nederlands kunstschilder
- 1782 - David Bruhn (54), Duits luthers theoloog, prediker en kerklieddichter
- 1794 - James Bruce (63), Schots ontdekkingsreiziger
- 1794 - William Jones (47), Brits rechter en taalkundige
- 1796 - Pieter Cornelis Hasselaer (76), Nederlands burgemeester
- 1797 - Hendrik van Nassau-Saarbrücken (29), erfprins van Nassau-Saarbrücken
- 1818 - Franciscus van Osch (64), Nederlands goud- en zilversmid
- 1825 - Vivant Denon (78), Frans kunstenaar, schrijver, diplomaat en archeoloog
- 1827 - Joaquín Blake (67), Spaans generaal
- 1827 - José Joaquín Fernández de Lizardi (50), Mexicaans schrijver
- 1828 - François Pauwels (73), Belgisch burgemeester
- 1831 - Karel Felix van Sardinië (66), koning van Sardinië
- 1833 - Emmerich Joseph von Dalberg (59), Duits-Frans politicus en diplomaat
- 1841 - Félix Baciocchi (78), Frans-Italiaans militair
- 1852 - Charles Athanase Walckenaer (±81), Frans entomoloog
- 1856 - Philippe Vilain XIIII (77), Zuid-Nederlands/Belgisch politicus
- 1864 - Ernest du Chastel (87), Zuid-Nederlands politicus
- 1865 - Andries de Wilde (83), Nederlands ondernemer
- 1871 - Sigismund Thalberg (59), Oostenrijks componist
- 1880 - Louis Defré (65), Belgisch volksvertegenwoordiger
- 1882 - Ralph Waldo Emerson (78), Amerikaans schrijver
- 1889 - Anthonie Ernst Reuther (79), Nederlands politicus
- 1892 - Edward Pycke d'Ideghem (84), Belgisch politicus
- 1893 - John Ballance (54), Nieuw-Zeelands politicoloog en politicus
- 1894 - Charles Laval (32), Frans kunstschilder
- 1895 - Paul Medinger (35), Frans baanwielrenner
- 1897 - Willem van Baden (67), prins van Baden en generaal
- 1900 - Vasili Vasiljev (82), Russisch oriëntalist en boeddholoog
- 1902 - Barend ter Haar (70), Nederlands predikant, dichter en letterkundige
- 1910 - Robert Melvil van Lynden (67), Nederlands politicus
- 1913 - Meindert Boogaerdt (63), Nederlands houthandelaar en politicus
- 1915 - Alexander Skrjabin (43), Russisch componist
- 1916 - Leopold van Saksen-Coburg en Gotha (37), zoon van Filips van Saksen-Coburg en Gotha
- 1917 - Frederik Burvenich (79), Belgisch tuinbouwkundige
- 1917 - Emile Cantillon (58), Belgisch beeldhouwer
- 1917 - Jan Hendrik Jacob Quarles van Ufford (61), Nederlands jonkheer en politicus
- 1918 - Jan Preisler (46), Tsjechisch kunstschilder
- 1925 - Joseph Weston Nicholl (±50), Brits componist, dirigent, organist, pianist en violist
- 1928 - Ernst Seifert (82), Duits orgelbouwer
- 1931 - Dorus Hermsen (59), Nederlands schilder, graficus en kunsthandelaar
- 1931 - Albert van Sleeswijk-Holstein-Sonderburg-Augustenburg (62), Duits militair
- 1936 - Karl Pearson (79), Engels wiskundige en statisticus
- 1936 - Frederik August Stoett (72), Nederlands taalkundige
- 1937 - Antonio Gramsci (46), Italiaans schrijver en politicus
- 1937 - Theodoor Hendrik van de Velde (64), Nederlands arts en gynaecoloog
- 1938 - Leon Janssens de Bisthoven (79), Belgisch magistraat en gouverneur
- 1938 - Edmund Husserl (79), Oostenrijks-Duits filosoof
- 1938 - Edmond Rubbens (44), Belgisch volksvertegenwoordiger
- 1939 - Edward Angus Burt (80), Amerikaans botanicus
- 1939 - Paul Craps (61), Belgisch kunstschilder en graficus
- 1942 - Heinrich Burger (60), Duits kunstrijder
- 1943 - Fanny Starhemberg (67), Oostenrijks politica
- 1945 - Willem Idenburg (41), Nederlands verzetsstrijder
- 1945 - Klaus Østby (±80), Noors componist, militaire kapelmeester, bugelist en klarinettist
- 1950 - Karl Straube (77), Duits organist en koordirigent
- 1951 - Driekske van Bussel (82), Nederlands handboogschutter
- 1952 - Guido Castelnuovo (86), Italiaans wiskundige
- 1954 - Thorvald Ellegaard (77), Deens wielrenner
- 1957 - Jean de Sperati (±73), Frans meester-vervalser op het gebied van postzegels
- 1957 - Louis Mayer Rabinowitz (69), Amerikaans ondernemer, kunstverzamelaar en filantroop
- 1958 - Leopoldo Aguinaldo (72), Filipijns ondernemer
- 1958 - Michel Rasquin (58), Luxemburgs politicus
- 1959 - Gerard Debaets (60), Belgisch wielrenner
- 1959 - Johan Valk (69), Nederlands acteur
- 1961 - Roy Del Ruth (67), Amerikaans filmregisseur
- 1962 - Willem Karel Dicke (57), Nederlands kinderarts en zorgbestuurder
- 1969 - René Barrientos (49), Boliviaans politicus
- 1971 - Armgard von Cramm (87), Duits prinses, moeder van prins Bernhard
- 1972 - Kees Broerse (71), Nederlands beeldend kunstenaar
- 1972 - Kwame Nkrumah (62), Ghanees staatsman
- 1973 - Carlos Menditeguy (58), Argentijns autocoureur
- 1977 - Scott Bradley (85), Amerikaans componist, pianist en dirigent
- 1980 - Mario Bava (64), Italiaans filmregisseur, scenarioschrijver, cameraman en producent
- 1981 - Maurice D'Haese (61), Belgisch schrijver
- 1983 - José Iraragorri (71), Spaans voetballer
- 1985 - Benjamin Pieter Liese (75), Nederlands burgemeester
- 1986 - Pieter Jacob Six (92), Nederlands verzetsstrijder in WOII
- 1987 - Marinus Kooger (84), Nederlands Engelandvaarder
- 1987 - Henk Roodenburg (91), Nederlands kunstenaar
- 1988 - Jo Nabben (76), Nederlands schrijfster
- 1988 - Frans Naerebout (72), Nederlands maritiem ontwerper, tekenleraar en kunstschilder
- 1988 - Velary Legasov (51), Sovjet-Russische wetenschapper
- 1989 - Luisa Gazelli (92), Italiaans moeder van de Belgische koningin Paola
- 1989 - Paavo Salminen (77), Fins voetballer
- 1989 - Julia Frances Smith (78), Amerikaans componiste, pianiste, saxofonist, auteur en advocaat
- 1990 - Vladimir Stoychev (98), Bulgaars kolonel-generaal, diplomaat en ruiter
- 1991 - Marcus Heeresma (54), Nederlands romanschrijver en dichter
- 1991 - Robert Velter (82), Frans striptekenaar
- 1992 - Olivier Messiaen (83), Frans componist en organist
- 1992 - Goro Natori (70), Japans componist
- 1993 - Jan de Baan (63), Nederlands historicus
- 1993 - Godfrey Chitalu (45), Zambiaans voetballer en voetbalcoach
- 1995 - Rosa Geinger (82), Belgisch zangeres en actrice
- 1995 - Willem Frederik Hermans (73), Nederlands schrijver
- 1995 - George Stam (89), Nederlands organist, componist en publicist
- 1995 - Peter Wright (78), Brits spion en publicist
- 1996 - William Colby (76), Amerikaans directeur van de CIA
- 1996 - Gilles Grangier (84), Frans filmregisseur
- 1998 - Frans Alexander (89), Belgisch wielrenner
- 1998 - Carlos Castaneda (72), Amerikaans schrijver en antropoloog
- 1998 - Anne Desclos (90), Frans journaliste en romanschrijfster
- 1999 - Al Hirt (76), Amerikaans trompetspeler en orkestleider
- 1999 - Pavel Kloesjantsev (89), Russisch cameraman, regisseur en schrijver
- 1999 - Eibert Meester (79), Nederlands politicus
- 2000 - Charles Ralph Boxer (96), Brits historicus
- 2000 - Vicki Sue Robinson (45), Amerikaans theater- en filmactrice en zangeres
- 2001 - Jack Murdock (78), Amerikaans acteur
- 2002 - George Alec Effinger (55), Amerikaans sciencefictionschrijver
- 2003 - Elaine Anderson (88), Amerikaans actrice
- 2003 - Piet Roozenburg (78), Nederlands dammer
- 2003 - Dorothee Sölle (73), Duits theologe
- 2006 - Maurice De Padt (79), Belgisch senator
- 2006 - Ernst Veen (81), Nederlands politicus
- 2007 - Karel Dillen (82), Belgisch politicus
- 2007 - Kirill Lavrov (81), Russisch theater-, film- en televisieacteur
- 2007 - Marcel Meyers (85), Belgisch politicus
- 2007 - Mstislav Rostropovitsj (81), Russisch cellist en dirigent
- 2008 - Jean Decroos (75), Frans/Nederlands cellist
- 2008 - Omer De Mey (84), Belgisch politicus en burgemeester
- 2008 - Ulrich Dibelius (83), Duits musicoloog
- 2008 - Harry Kisoensingh (53), Surinaams politicus
- 2009 - Tom Deitz (57), Amerikaans romanschrijver
- 2009 - Jean Godeaux (86), Belgisch bankier
- 2009 - Tomohiko Ikoma (76), Japans voetballer
- 2009 - Jevgenija Mirosjnytsjenko (77), Oekraïens operazangeres
- 2009 - Paraluman (85), Filipijns actrice
- 2009 - Serge Ravanel (88), Frans verzetsstrijder
- 2010 - Kees Kousemaker (68), Nederlands stripdeskundige
- 2010 - Morris Pert (52), Schots componist, percussionist en pianist
- 2010 - Armando Sanchez (57), Filipijns politicus
- 2011 - Pieter de Monchy (94), Nederlands beeldhouwer en tekenaar
- 2011 - Willem Albert Wagenaar (69), Nederlands psycholoog
- 2011 - David Wilkerson (79), Amerikaans voorganger, evangelist en schrijver van christelijke boeken
- 2012 - David Weiss (65), Zwitsers kunstenaar
- 2013 - Jérôme Heldring (95), Nederlands journalist en columnist
- 2014 - Vujadin Boškov (82), Servisch voetballer en voetbaltrainer
- 2014 - Rodney Bryce (46), Amerikaans hiphopartiest
- 2014 - Andréa Parisy (78), Frans actrice
- 2015 - Verne Gagne (89), Amerikaans worstelaar en worsteltrainer
- 2017 - Peter Spier (89), Nederlands-Amerikaans illustrator en kinderboekenschrijver
- 2018 - Álvaro Arzú (72), president van Guatemala
- 2020 - Robert Herbin (81), Frans voetballer en voetbaltrainer
- 2020 - Nur Yerlitaş (64), Turks modeontwerpster
- 2021 - Nicholas Cheong Jin-suk (89), Zuid-Koreaans kardinaal
- 2021 - Paul Couter (72), Belgisch gitarist
- 2022 - Gilbert Fesselet (94), Zwitsers voetballer
- 2022 - Carlos Amigo Vallejo (87), Spaans kardinaal
- 2023 - Walter Muringen (66), Surinaams musicus
- 2023 - Sef Pijpers sr. (94), Nederlands dirigent, muziekpedagoog en hoornist
- 2023 - Jerry Springer (79), Amerikaans televisiepresentator
- 2024 - Boudewijn de Geer (68), Nederlands voetballer

## Viering/herdenking

Vrijheidsdag Zuid-Afrika

Onafhankelijkheidsdag Sierra Leone

Onafhankelijkheidsdag Togo

- Nederland - Koningsdag (indien de 27e op een zondag valt wordt dit op zaterdag 26 april gevierd)
- Zuid-Afrika - Vrijheidsdag
- Sierra Leone - Onafhankelijkheidsdag
- Togo - Onafhankelijkheidsdag
- Wereld tapirdag
- Rooms-katholieke kalender:
  - Heilige Zita Lombardo († 1272)
  - Heilige Liberalis († c. 4e eeuw)
  - Heilige Floribertus van Luik († 746) - Gedachtenis (in bisdom Luik)
  - Heilige Adelelmus van Vlaanderen († 1152)
  - Heilige Petrus Canisius († 1597) (in Nederland en Duitsland), elders op 21 december
  - Heilige Theodorus van Tabennisi († 368)
  - Zalige Petrus Armengol († 1304)

## Weerextremen

### Nederland
| | Officiële records | Officiële records | Officiële records |      | Landelijke records | Landelijke records | Landelijke records |
| Gebeurtenis | Jaar              | Extreem           | Locatie           | Jaar | Extreem            | Locatie            |                    |
| --- | ----------------- | ----------------- | ----------------- | ---- | ------------------ | ------------------ | ------------------ |
| Laagste etmaalgemiddelde temperatuur (°C) | 1907, 1929, 1985  | 4,8               | De Bilt           |      | 1929               | 3,3                | Eelde              |
| Hoogste etmaalgemiddelde temperatuur (°C) | 2007              | 19,1              | De Bilt           |      | 2007               | 20,2               | Arcen              |
| Laagste minimumtemperatuur (°C) | 1989              | −2,2              | De Bilt           |      | 2017               | −3,4               | Twenthe            |
| Hoogste minimumtemperatuur (°C) | 2007              | 11,2              | De Bilt           |      | 2008               | 13,4               | Wijk aan Zee       |
| Laagste maximumtemperatuur (°C) | 1985              | 7,4               | De Bilt           |      | 1941               | 5,5                | De Kooy            |
| Hoogste maximumtemperatuur (°C) | 2007              | 27,3              | De Bilt           |      | 1916               | 29,9               | Vlissingen         |
| Hoogste uurgemiddelde windsnelheid (m/s) | 1919              | 14,4              | De Bilt           |      | 1920               | 21,1               | Vlissingen         |
| Hoogste windstoot (m/s) | 1958              | 26,8              | De Bilt           |      | 1985               | 28,3               | Valkenburg ZH      |
| Langste zonneschijnduur (uur) | 1902              | 14,6              | De Bilt           |      | 1902               | 14,6               | De Bilt            |
| Langste neerslagduur (uur) | 1983              | 8,4               | De Bilt           |      | 1997               | 12,8               | Maastricht         |
| Hoogste etmaalsom van de neerslag (mm) | 1983              | 25,7              | De Bilt           |      | 1983               | 64,2               | Gilze-Rijen        |
| Laagste etmaalgemiddelde relatieve vochtigheid (%) | 1942              | 36                | De Bilt           |      | 1942               | 36                 | De Bilt            |
| Laagste uurwaarde luchtdruk op zeeniveau (hPa) | 1922              | 992,7             | De Bilt           |      | 1922               | 989,2              | Eelde              |
| Hoogste uurwaarde luchtdruk op zeeniveau (hPa) | 1948              | 1034,7            | De Bilt           |      | 1948               | 1034,7             | De Bilt            |
| Officiële records worden altijd gemeten op het KNMI-weerstation in De Bilt. Landelijke records kunnen worden gemeten op elk officieel KNMI-weerstation in Nederland. |                   |                   |                   |      |                    |                    |                    |

Uitzonderlijke gebeurtenissen
- 1902 - Officieel maandrecord langste zonneschijnduur in uren van april gemeten in De Bilt: 14,6. Samen met 28 april 1902
- 1902 - Landelijk maandrecord langste zonneschijnduur in uren van april gemeten in De Bilt: 14,6. Samen met 28 april 1902
- 1916 - Eerste landelijke zomerse dag van het jaar gemeten in Vlissingen (maximumtemperatuur ≥ 25 °C op een officieel weerstation)
- 1966 - Eerste landelijke warme dag van het jaar gemeten in De Kooy, Deelen, Eelde, Eindhoven, Gilze-Rijen, Leeuwarden, Rotterdam, Soesterberg, Twenthe en Volkel (maximumtemperatuur ≥ 20 °C op een officieel weerstation)
- 1983 - Landelijk maandrecord hoogste etmaalsom van de neerslag in mm van april gemeten in Gilze-Rijen: 64,2
- 1913 - Eerste officiële warme dag van het jaar (maximumtemperatuur ≥ 20 °C in De Bilt)

### België
Dagrecords
- 1857 - Laagste etmaalgemiddelde temperatuur 3,9 °C
- 2007 - Hoogste etmaalgemiddelde temperatuur 19,7 °C
- 1900 - Laagste minimumtemperatuur −0,7 °C
- 2007 - Hoogste maximumtemperatuur 27,1 °C
- 1920 - Hoogste etmaalsom van de neerslag 22,6 mm

Uitzonderlijke gebeurtenissen
- 1919 - Sneeuw in Oostende.
- 1951 - Van 27 tot 28 april regent het in Ukkel onafgebroken gedurende negenentwintig uur.

<< · 1 · 2 · 3 · 4 · 5 · 6 · 7 · 8 · 9 · 10 · 11 · 12 · 13 · 14 · 15 · 16 · 17 · 18 · 19 · 20 · 21 · 22 · 23 · 24 · 25 · 26 · 27 · 28 · 29 · 30 · >>